# IRIS-T短程空對空導彈
IRIS-T飛彈（英語：Infrared Imaging System Tail/Thrust Vector-Controlled，直譯：“紅外線成像系統／尾部推力向量控制”）是一款歐洲多國合作研發的第五代紅外線導引空對空飛彈，並具有地對空飛彈的型號。它也有AIM-2000的別稱。
IRIS-T飛彈誕生於90年代，德國與多國合作研發一款短程紅外線導引空對空飛彈，旨在將當時北約國家使用的舊式AIM-9響尾蛇飛彈逐步汰換為新式飛彈，且能直接沿用前者的發射系統。2005年12月，量產的IRIS-T空對空飛彈首先交付給德國空軍。此飛彈使用的紅外線成像智慧導引頭及推力向量控制技術成為名字IRIS-T的由來。
2008年後，IRIS-T防空系統迅速問世，使用原版空對空飛彈的短程IRIS-T SLS防空系統於2015年部署，使用新型IRIS-T SL飛彈的中程IRIS-T SLM防空系統於2022年部署。俄烏戰爭期間德國向烏克蘭提供多組IRIS-T防空系統，可用於對抗3M-54口徑巡弋飛彈等低空飛行的巡弋飛彈。

## 歷史

### 背景
IRIS-T飛彈的起源可追溯至1968年霍克·西德利飛機公司的追跡犬飛彈研發計劃（後更名為SRAAM）。北約國家總結越戰中的空戰經驗，發現當時以AIM-9響尾蛇飛彈為主的早期紅外線導引空對空飛彈面臨兩個問題：導引頭視野狹窄使目標容易通過橫向機動逃出視野外；火箭燃料用完後飛彈機動能力將急遽降低。為此新的追跡犬飛彈將需要具有能靈活轉動的導引頭及高機動能力，此飛彈將使用新型導引頭，並於尾部噴嘴裝上6片扇葉，通過調整特定方向扇葉的開合以調整噴氣推力方向，以獲得強大的橫向機動能力，這使追跡犬成為最早採用推力向量控制設計的飛彈。1972年，英國國防部與霍克·西德利飛機公司簽署第一份SRAAM飛彈的採購合約，然而在1974年，英國將用於此合約的預算轉移為天閃空對空飛彈的研發資金，而使SRAAM飛彈降級成技術展示項目。
1980年，美、英、德、法簽署了一份諒解備忘錄以合作開發新型空對空飛彈，美國負責名為先進中程空對空飛彈的項目，以取代中程半主動雷達導引的AIM-7麻雀飛彈，歐洲三國組成的團隊則開發名為先進短程空對空飛彈（ASRAAM）的項目，以取代短程紅外線導引的AIM-9響尾蛇飛彈，最後兩邊再互相採購彼此的新型武器。法國雖然簽署了該備忘錄，但仍於1982年委託馬特拉開發一款兼顧短程空中格鬥及中程視距外作戰能力的空對空飛彈，即後來的雲母飛彈。歐洲團隊的主要領導者英國貝宜動力公司和德國博登湖設備技術有限公司為此成立了一家合資公司，並各自承擔42.5%的工作量，剩餘的加拿大佔10%、挪威佔5%。美國將這種飛彈的國內版本命名為AIM-132 ASRAAM。此後博登湖設備進行新型紅外導引頭的開發，貝宜動力則負責其他部分，英國為貝宜動力重啟了SRAAM飛彈的部分項目，並將技術資料及經驗大量運用到此開發項目上。
然而，在80年代蘇聯迅速衰弱及歐洲經濟復甦後，歐美國家之間的工業界角力迅速白熱化，進而導致合作企劃瀕臨破局。1987年，美國要求ASRAAM飛彈必須使用AIM-9響尾蛇飛彈的掛架、而非歐洲團隊新研發的飛彈支援設備（Missile Support Unit），這種設備是一種安裝於掛架上的適配器，內建歐洲戰機頭盔瞄準系統的電子介面和導引頭冷卻設備，可使多種飛機僅通過最低限度的改造便能使用ASRAAM飛彈。在更改設計後，美國又迫於國內軍事工業界的壓力，要求歐洲盟友認購部分開發中的AIM-9X響尾蛇飛彈訂單，否則美國可能會改採購AIM-9X飛彈以滿足國內軍事企業的訂單要求。
西德國防部在80年代末委託IABG測試公司調查在存在現代空中預警機、雷達感測器和遠程飛彈的情況下，雙方軍機接近至視距內的可能性。結果大量的模擬數據證明此機率相當大：由於現代飛機的匿蹤技術不斷進步，在當時空中情勢不明確、具有大量來自不同國家不同型號的飛機、並且識別能力有限的情況下，飛行員通常難以避免與已偵測但未正確識別的戰機接近至視距內。這與ASRAAM飛彈不斷提升發射距離，以將目標於視距外摧毀的發展方向產生鮮明對比。
由於西德認為ASRAAM飛彈的作戰理念已經過時，1989年7月西德退出ASRAAM計劃，而英國則決定獨自領導團隊研發出更先進的紅外線導引頭，1980年的諒解備忘錄體系基本解體。之後各國便各自專注於開發本國的空對空飛彈，英國繼續開發ASRAAM項目，法國專注於雲母飛彈項目，美國改投資國產的AIM-9X響尾蛇飛彈，而德國則在數年後著手開發一款新型的飛彈。

### 開發

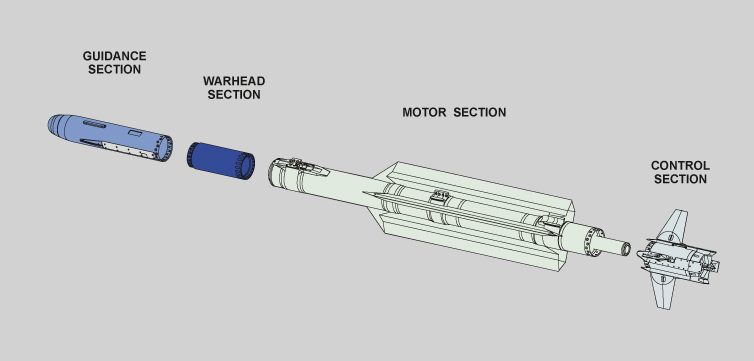
IRIS-T空對空飛彈的組件。從頭到尾依序為：導引頭、戰鬥部、火箭引擎、轉向裝置

1990年10月兩德統一後，西德接收了前東德國家人民軍空軍裝備的米格-29A戰鬥機以及R-73飛彈。經過測試後，德國軍方發現R-73飛彈的性能比北約之前預估的要強大許多。它在所有性能參數上都遠遠優於當時的北約同類產品AIM-9L/M響尾蛇飛彈，尤其是其有效射程、機動性以及高達±40°的離軸攻擊能力。
1995年，德國宣布開始研發新型飛彈，並向數個國家尋求合作。1996年4月，在與義大利、瑞典、挪威、希臘和加拿大的談判結束後，博登湖設備技術與夥伴國家簽署了一份諒解備忘錄，以此新型飛彈作為颱風戰鬥機及龍捲風戰鬥轟炸機的標準裝備，並取代舊型號的AIM-9響尾蛇飛彈。開發合約將於1996年下半年簽署並於1997年開始研發，預計將於2002年進入量產階段，德國承擔其中50%約2650萬德國馬克的開發費用。簽署前迪爾彈藥系統公司已經完成了飛彈原型的風洞測試，新飛彈原型的尺寸與響尾蛇的尺寸相似，且機翼和尾翼佈局也與響尾蛇後期型號相同。僅飛彈尾部加大以容納尾翼和推力向量控制裝置，這使飛彈原型受到更大的空氣阻力。
1996年8月進入定義階段後，由博登湖設備技術負責設計紅外線導引頭、瑞典紳寶集團提供內置數位訊號處理器、義大利亞利頓負責設計使用光纖陀螺儀的捷聯式中途慣性導航系統、阿萊尼亞·馬可尼系統提供無線電近炸引信、希臘火藥與彈藥公司負責設計雙層高爆破片戰鬥部、快意航空與挪威納莫公司負責設計新型引擎、加拿大聯合信號公司則負責設計尾部的飛行操縱裝置，包括4片燃氣管內的擾流片和4片尾翼。1996年10月開始進行2次實彈測試，德國空軍將IRIS-T的導引頭改裝於AIM-9響尾蛇飛彈上，並由F-4幽靈II戰鬥機試射，而道尼爾SK6牽引式標靶則於前方5公里處釋放，結果飛彈在2次射擊中都成功直擊了飛行軸偏離高達50°的標靶。1997年4月完成定義階段。加拿大聯合信號公司設法將飛彈後部的直徑縮小至平均值，從而避免風阻過大的問題。此外，翼面前緣的後掠角也更加明顯。1997年8月，合作國們簽署承諾研發此項目的諒解備忘錄。1997年10月，荷蘭皇家空軍開始使用實驗用IRIS-T飛彈和頭盔瞄準器試飛，為此洛克希德·馬丁公司改寫部分F-16戰鬥機的軟體以兼容IRIS-T的系統。德國和合作國家的國會預計於11月全數批准進入開發階段。1997年12月初，德國聯邦議院批准於未來使用新型的IRIS-T飛彈取代現役的AIM-9L響尾蛇空對空飛彈。該年德國已出資5億德國馬克於此項目，並佔有46%的份額，另外義大利佔20%、瑞典18%、希臘8%、加拿大4%和挪威3%。1998年，IRIS-T正式進入開發階段，並預計於2003年開始交付第一批裝備。該飛彈與響尾蛇飛彈兼容，能夠使用相同尺寸的發射掛架，並出於向下兼容的目的，在數位介面以外也添加為舊型號戰機準備的模擬介面。
2000年代中期，博登湖設備技術開始研發基於IRIS-T飛彈的小型化地對空飛彈版本，即LFK NG飛彈，由聯邦國防技術和採購辦公室資助並積極尋找合作夥伴。該飛彈是為虎貓自行防空系統開發的地對空飛彈，但也可以應用於其他系統，如虎式直升機的空對空飛彈掛架。2000年和2002年，LFK NG飛彈在薩丁尼亞島的薩爾托迪奎拉試驗場試射。
2000年10月17日至23日，希臘空軍的F-16戰鬥機發射了第一枚IRIS-T飛彈，並於後續進行於亞音速、超音速下對高橫向加速度目標的射擊試驗，此前的發射測試僅使用無導引頭的飛彈。2000年11月，瑞典空軍在維德塞爾飛彈試驗場試射IRIS-T時，發現飛彈在短距離飛行後引擎會將燃氣舵推出彈體。經調查後發現燃料室內襯與引擎外殼分離，導致壓力過大而讓飛彈於飛行中解體。2001年初，德國和希臘各自向德國及義大利的飛機公司支付6140萬及數百萬歐元，以將IRIS-T飛彈的系統與颱風戰鬥機和F-16戰鬥機整合。2001年7月，安裝先進自動駕駛儀的IRIS-T飛彈完成試射，並開始測試最大上升攻角和最大橫向加速度的性能。
2002年初，一架F-4F戰鬥機向迎頭飛行的Mirach 100/5靶機發射IRIS-T飛彈，以測試其攔截低訊號目標的能力。4月至5月，IRIS-T飛彈成功擊中以最大橫向加速度迴避同時發射熱誘彈的靶機，證明IRIS-T的重大缺陷已成功修正。在2001、2002年之交的股份重新分配中，加拿大退出計劃，並由歐洲戰機公司西班牙分部接手，西班牙為開發團隊中唯一使用F/A-18C黃蜂式戰鬥攻擊機的國家。2003年2月至4月，德國與其他合作國家簽署採購計劃，合約總金額為10.7億歐元。
2003年10月，無裝藥的IRIS-T飛彈在測試中進行了7次試射，每次都成功直擊Mirach 100/5靶機。2004年初，IRIS-T飛彈開始掛載於颱風DA7型戰鬥機上進行測試，並預計於2006年正式列裝於各使用國的颱風戰鬥機。2005年初，各合作國家簽署了總計約4000枚飛彈的採購合約。IRIS-T飛彈預計將可掛載於F-16戰隼戰鬥機、JAS 39獅鷲戰鬥機、颱風戰鬥機和龍捲風戰鬥轟炸機上使用。德國承諾採購1,250枚飛彈、西班牙承諾訂購700枚，並預計花費2.91億歐元。2005年12月，德國聯邦國防軍空軍首先在羅斯托克-拉格機場接收第一批量產型IRIS-T空對空飛彈。2007年6月12日，一架JAS 39獅鷲戰鬥機在維德塞爾飛彈試驗場首次發射了量產型IRIS-T飛彈。
2007年5月，德國聯邦國防技術和採購辦公室與迪爾防務簽訂一份價值1.23億歐元的合約，以開發IRIS-T空對空飛彈的地對空飛彈版本，即後來的IRIS-T SL飛彈。2008年3月3日，使用原版空對空飛彈的IRIS-T SLS防空系統於南非的丹尼爾·奧弗伯格測試場首次試射，並成功命中迴避中的靶機，該次試射使用的雷達系統為萨博長頸鹿AMB雷達，可搜索100公里內、20公里高的空中威脅，並可自動追蹤150個目標。2009年2月又簽訂了另一份合約，以將IRIS-T防空系統與即將推出的中程擴展防空系統整合。2012年12月，新型IRIS-T SL飛彈於南非的丹尼爾·奧弗伯格測試場首次試射。2014年1月14日，裝備IRIS-T SL飛彈的IRIS-T SLM防空系統於丹尼爾·奧弗伯格測試場試射，並邀請來自16國共90名國際專家和軍事代表參觀。該防空系統使用模組化設計及開放系統架構，能與多種型號的雷達、電子系統整合。該次試射的防空系統由CEA科技的CEAFAR雷達車、迪爾防務的IRIS-T SLM飛彈發射車和奧瑞岡天空大師戰鬥管理系統組成。2015年1月，IRIS-T SLM防空系統在丹尼爾·奧弗伯格測試場完成性能測試。

## 設計理念

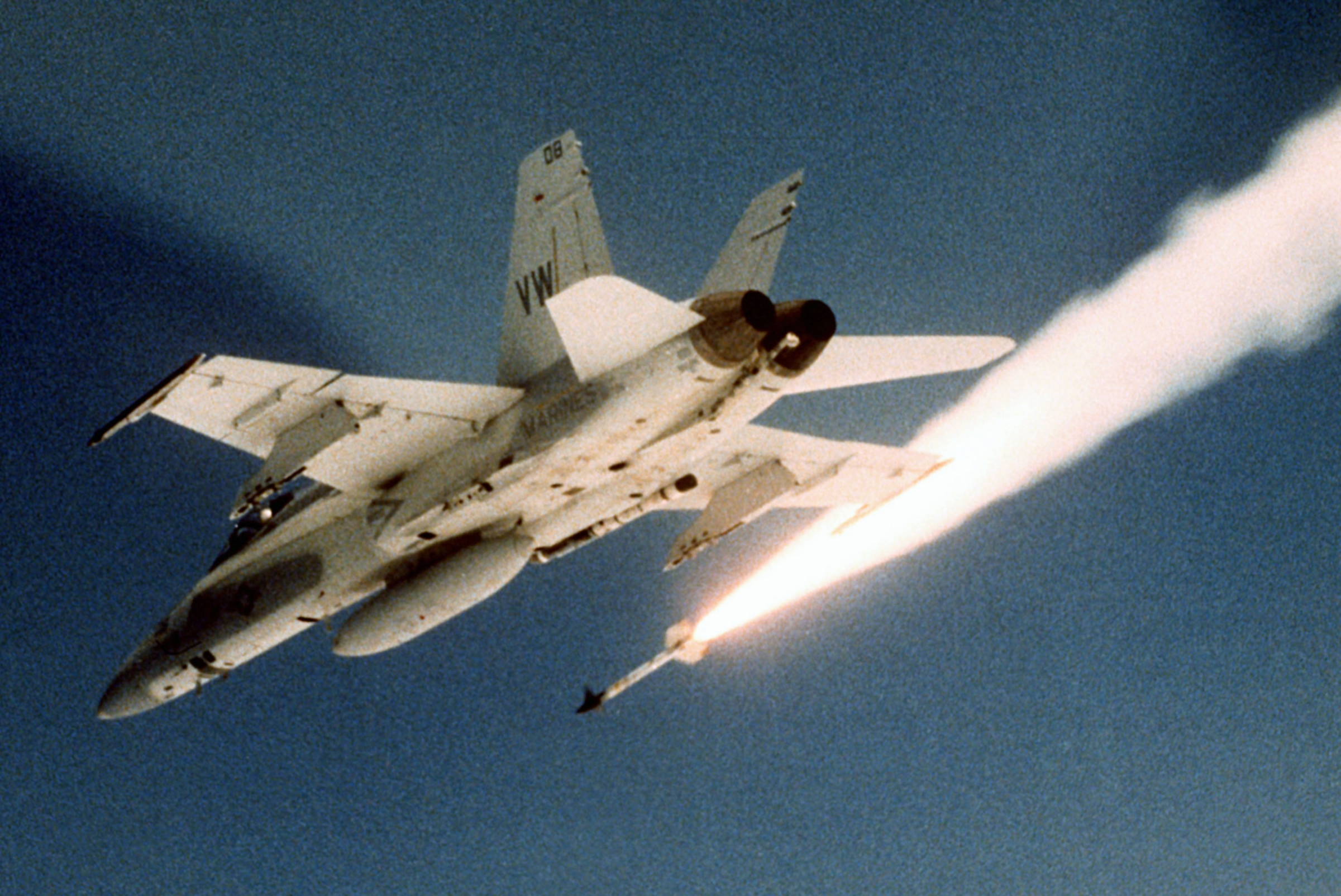
F-18A黃蜂式戰鬥攻擊機發射AIM-9L響尾蛇飛彈。

冷戰中期的短程紅外線導引空對空飛彈是戰鬥機於纏鬥中使用的主要武器。雖然早期型號只能從敵機的後方才能成功鎖定目標，但後來具有全方向攻擊能力的AIM-9L響尾蛇飛彈改變了這個情勢。L型號的響尾蛇飛彈能在有限的距離內成功鎖定並追蹤迎面而來或側面的敵機。這使得福克蘭戰爭中的響尾蛇飛彈命中率達到了73%，比起舊型號響尾蛇在越戰期間的15%命中率有了相當卓越的提升。但戰鬥機生產商為此開發出了熱誘彈來應對，導致十多年後的波斯灣戰爭中響尾蛇飛彈的命中率回落至23%。因此，AIM-9X、ASRAAM等現代紅外導引飛彈開始使用能夠區分熱誘彈和攻擊目標輪廓的紅外線成像導引頭。不過後來戰鬥機生產商又著手開發一種能發射紅外線波束，以致盲飛彈導引頭的軟殺傷主動防禦系統，稱作定向紅外線對抗措施，為此IRIS-T需強化反現代紅外線對抗措施的能力。
同時紅外線導引飛彈的鎖定範圍也有了進一步的發展。早期的紅外線導引飛彈只能捕獲和跟蹤於導引頭前方狹窄區域內的目標，然而R-73飛彈的出現使情勢發生改變：裝載R-73飛彈的飛行員可使用頭盔瞄準器輔助飛彈鎖定與飛機飛行軸呈45°內的目標。這意味著如果飛行員扭頭瞄準目標並發射飛彈，飛彈將可接收多功能資訊分發系統的定位資訊調頭攻擊側面的敵機。發射平台和飛彈也通過數據鏈路交流資訊，使飛行員能通過頭盔瞄準器導引飛彈，或在飛彈遠離到接收不到機載雷達的定位資訊後，朝最後一次接收之定位目標的預測彈著點做慣性導航。此類型中機動能力極高的飛彈甚至可以打擊正後方的目標，從而獲得全域攻擊能力。
IRIS-T飛彈可接收機載雷達、前視紅外線系統及威脅警告系統的提示訊號，使其可用於攔截被飛彈接近警告系統定位的空對空及地對空飛彈。其中颱風戰鬥機的禁衛軍防禦輔助系統使用的飛彈接近警告系統便屬於一種主動毫米波脈衝都卜勒雷達，可主動定位迫近颱風戰鬥機的飛彈。

## 飛彈性能

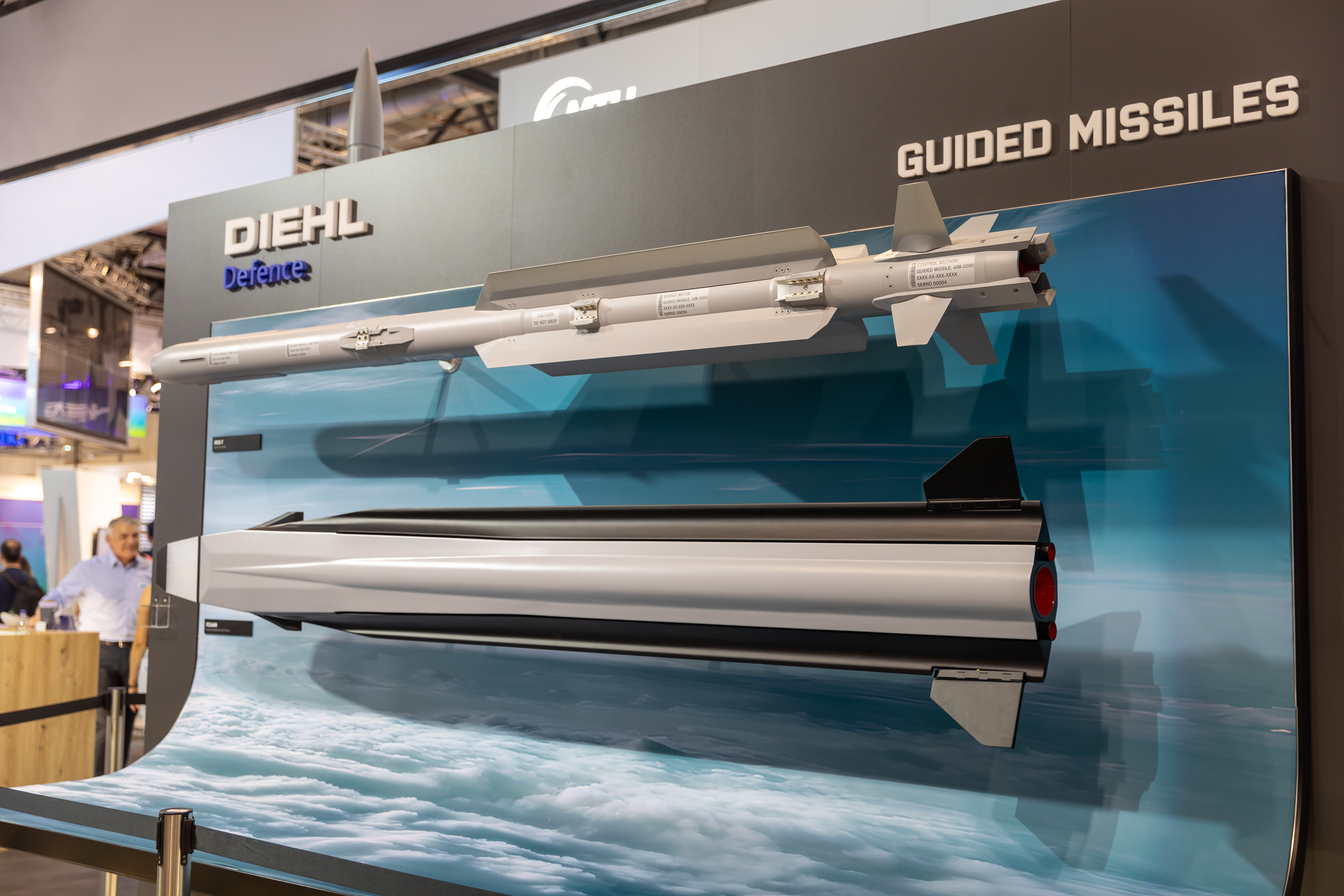
IRIS-T空對空飛彈及IRIS-T FCAAM飛彈的模型。可見飛彈尾部的燃氣舵

相較於著重在超視距作戰能力的英國ASRAAM紅外導引空對空飛彈，IRIS-T飛彈更著重於纏鬥中的表現。IRIS-T的紅外成像導引頭使用與其他現代紅外線成像導引飛彈不太相同的運作方式。如AIM-9X飛彈和ASRAAM飛彈使用焦平面陣列中的凝視陣列產生紅外線成像來識別目標。飛彈追蹤的過程中128×128像素的導引頭將持續指向目標，使它們容易受到定向紅外對抗措施影響。另一方面，IRIS-T的紅外線成像導引頭則使用線性掃描陣列。陣列上排成一排的感測器通過一組鏡面快速單軸掃描鏡頭以接收紅外線訊號，再將連續的類比訊號以處理器製作出完整的圖像，因此導引頭的陣列同一瞬間只能看到一小部分圖像。博登湖設備技術公司聲稱此種設計的成本僅為凝視陣列的五分之一，且啟動時較低的產熱率可降低導引頭過熱對紅外線導引的干擾，有效延長導引頭啟動時間並節省冷媒。儘管採用這種設計，IRIS-T仍具有±90°的離軸攻擊能力及高跟蹤率。IRIS-T採用128×2像素銻化銦雙色線性陣列，每個感測元件的角解析度都在毫弧度範圍內，通過快速掃描以構建128×128像素圖像。IRIS-T安裝的智慧圖像處理軟體可識別圖像中的熱誘彈並忽略它們，從而獲得高度反紅外線對抗措施能力。即使定向紅外線對抗措施嘗試發射紅外光束致盲攝影機鏡頭，也只有當干擾波源與機械掃描頻率吻合時才會成功干擾導引頭。博登湖設備技術的行銷經理格哈特·杜斯勒（Gerhard Dussler）聲稱如有必要，IRIS-T飛彈將會自動切換為類似反輻射飛彈的干擾源歸向模式並飛向發射波束的干擾設備。IRIS-T也具有一個儲存多種已知軍機8個角度圖像的目標數據庫，以用於準確識別目標。飛彈將比對紅外線圖像與數據庫中的軍機，並朝該型軍機的脆弱點攻擊。
與AIM-9M響尾蛇飛彈相比，IRIS-T飛彈具有較好的反電子、紅外線對抗措施能力。由於使用更先進的紅外線導引頭，使IRIS-T飛彈擁有5到8倍AIM-9L響尾蛇飛彈的前向鎖定範圍，以及3到4倍AIM-9M響尾蛇飛彈的目標鎖定範圍。同時導引頭也使用具有更高訊噪比的調頻法處理目標的位置訊息，使IRIS-T相較於早期的調幅法，在接近目標時更不易累積雜訊。IRIS-T可使用發射後鎖定紅外線導引模式，且由於機動力很高，使飛行員能使用頭盔瞄準器鎖定後方目標，並讓IRIS-T飛彈調頭攻擊於後方追擊的敵方戰機。發射後，IRIS-T飛彈可以在2個足球場大的空間內轉彎180°。從飛彈發射、調頭到通過導引頭捕捉到位於90°方向的後方目標僅需0.5秒。迪爾BGT防務公司曾使用3種水果的大小描述IRIS-T飛彈的機動性及轉彎半徑：“如果將AIM-9響尾蛇飛彈的轉彎半徑比擬為西瓜的半徑，則R-73飛彈為一個蘋果，IRIS-T飛彈為一個李子。”由於R-73飛彈可以以60g的橫向加速度飛行，IRIS-T飛彈應該可以達到超過60g橫向加速度的水平。丹尼爾航太亦宣稱許多現代短程空對空飛彈都能承受100g以上的橫向加速度。
IRIS-T飛彈與許多廣泛使用的電子系統相容，例如：SKYWARD-G紅外線搜尋追蹤系統、歐洲戰機海盜紅外線系統、前視紅外線系統、JHMCS頭盔瞄準系統和Link 16戰術數位資訊鏈路。並且導引頭也可接收來自雷達、頭盔顯示器、紅外線搜尋追蹤系統、飛彈接近警告系統及数据链路的目標提示訊息。另外IRIS-T空對空飛彈採用μ合成方法設計的強健控制飛行自動駕駛儀，在整個飛行包絡線內根據動態壓力調整飛控系統以提升強健控制能力，讓IRIS-T飛彈在各種飛行條件下的姿態穩定性及機動性能提高。
IRIS-T飛彈能夠攔截快速移動的小型目標，例如各式飛彈、無導引火箭彈、無人機和巡弋飛彈。為了提高殺傷目標的機率，IRIS-T飛彈配備了主動無線電近炸引信。而IRIS-T SLM的地對空型號飛彈加大了飛彈彈體及火箭引擎以提升作戰範圍，並特別強化打擊戰機、直升機、巡弋飛彈、空對地飛彈、反艦飛彈及反輻射飛彈的能力，即使針對極短程至中程的小型目標也有很高的殺傷效率。
2016年9月，挪威皇家空軍測試了一款迪爾BGT防務開發的空對地型IRIS-T飛彈，以檢驗新型IRIS-T飛彈於F-16AM多用途戰機上鎖定、跟蹤及攻擊小型快速艦艇目標的能力。該空對地型號飛彈保留了相同的標準IRIS-T空對空飛彈硬體配置，包括高爆戰鬥部和紅外導引頭，但使用新的軟體擴充功能以獲得對地打擊能力，此軟體提供了鎖定、跟蹤和攻擊單個地面目標（如船隻、小型建築物和車輛）的能力。

## 衍生型號

### 已開發型號

#### IRIS-T SLS
IRIS-T SLS為使用標準IRIS-T空對空型號飛彈的防空系統，IRIS-T空對空飛彈僅需改寫內建的軟體即可用於IRIS-T SLS防空系統，但由於從地面發射，使得飛彈的射程從25公里降低至12公里，最大射高為6到8公里，飛彈的最高速度下降至2馬赫，且平均速度僅每秒400公尺。由於垂直發射，使得此型號具有1公里範圍的射擊死角。地面發射的IRIS-T飛彈可接收由雷達傳送的目標三維座標，並在無鎖定目標下發射，在到達適當高度時再開啟導引頭搜索目標的預測位置。2018年，迪爾防務於柏林航空展上展出一台集成4聯裝IRIS-T SLS飛彈發射器及一台萨博長頸鹿1X雷達的Bv410全地形車。
瑞典將IRIS-T系列飛彈命名為rb 98（直譯：機器人98）。2013年，瑞典與迪爾BGT防務簽訂合約以預定一批IRIS-T SLS防空系統。2019年，瑞典部署了IRIS-T SLS防空系統，以取代舊式的RBS 70飛彈系統，該防空系統被命名為Eldenhet 98（elde 98，直譯：火力單元98），與2018年柏林航空展上的Bv410全地形車外觀相似，但前車廂上並未安裝萨博長頸鹿1X雷達。
挪威陸軍向孔斯贝格国防与航空航天訂購了以NASAMS的指揮和控制系統為基礎的“機動陸基防空系統”。該系統包括迪爾防務的IRIS-T SLS履帶式飛彈發射車及威貝爾科學公司的SLAMRAAM高機動車，SLAMRAAM高機動車可發射AIM-120飛彈、AIM-9X飛彈或用於安裝雷達。首批裝備計劃於2023年交付，包括6輛集成4聯裝飛彈發射器及1台威貝爾XENTA-M雷達的改裝M113F4裝甲運兵車。2023年6月，荷蘭國防部宣布將訂購一批ACSV裝甲戰鬥支援車的防空型號，可發射AIM-9X響尾蛇飛彈及IRIS-T空對空飛彈。
2022年，迪爾防務於歐洲國際防務展上展出名為IRIS-T SLS Mk. III的新型防空系統。該防空系統為一輛集成4聯裝IRIS-T SLS發射器、亨索爾特Spexer 2000型3D主動電子掃描陣列雷達，以及一挺安裝於遙控武器系統的0.50口徑重機槍的改裝莫瓦格鷹式6輪裝甲車，Mk. III的車身防護力為1級STANAG 4569防護標準，並可通過加裝裝甲套件升級至3級防護標準。由於該車集成飛彈發射器、雷達、感測器及C2指揮系統，使其可作為防空系統獨立作戰。
2025年2月，新聞揭示德國援助烏克蘭的IRIS-T SLS防空系統為2台集成了SLS飛彈發射器的義大利歐霸4×4卡車，並由達利斯TRML-4D機動雷達車輔助導引飛彈。

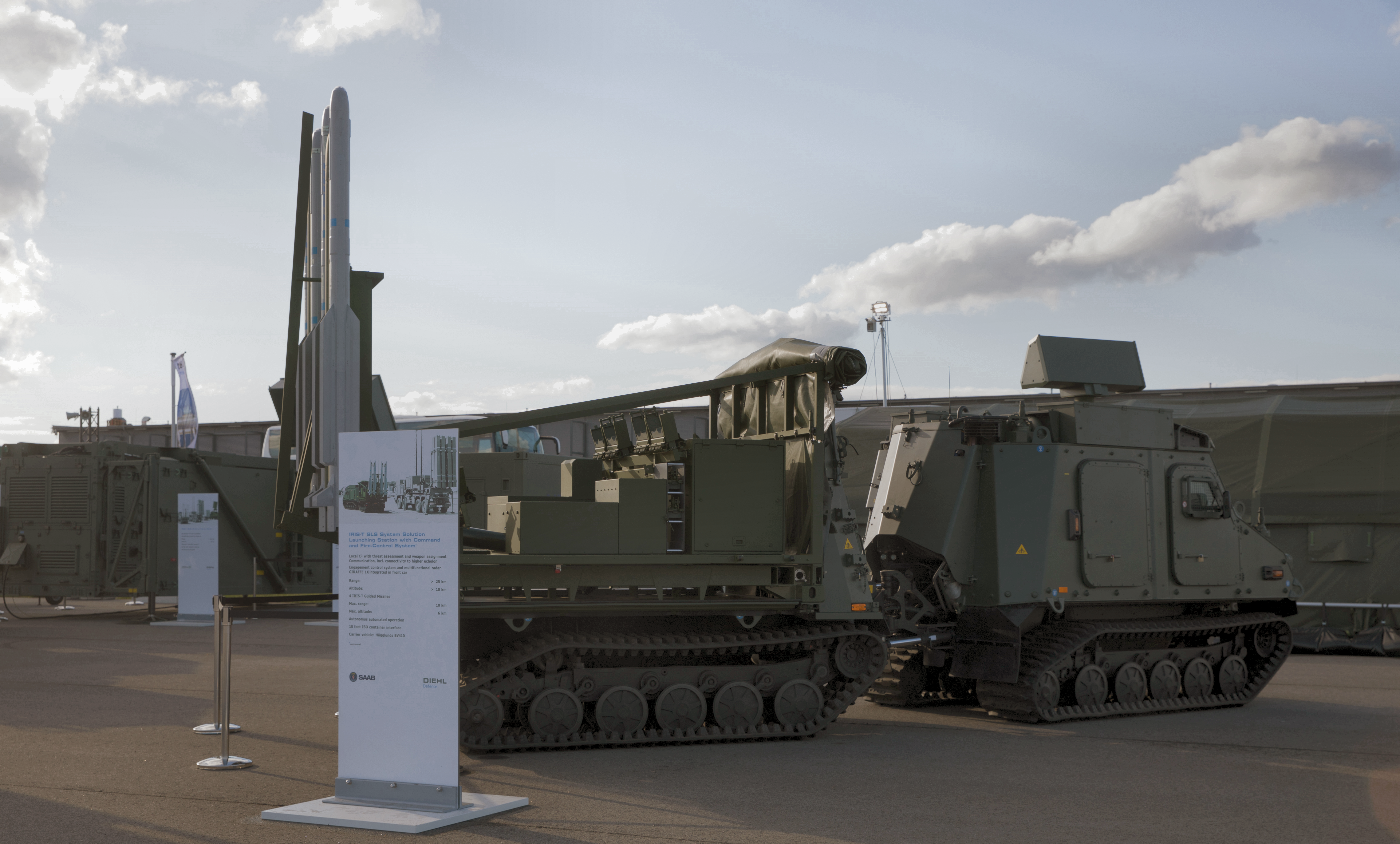
配備長頸鹿1X雷達和IRIS-T SLS發射器的Eldenhet 98自行防空車
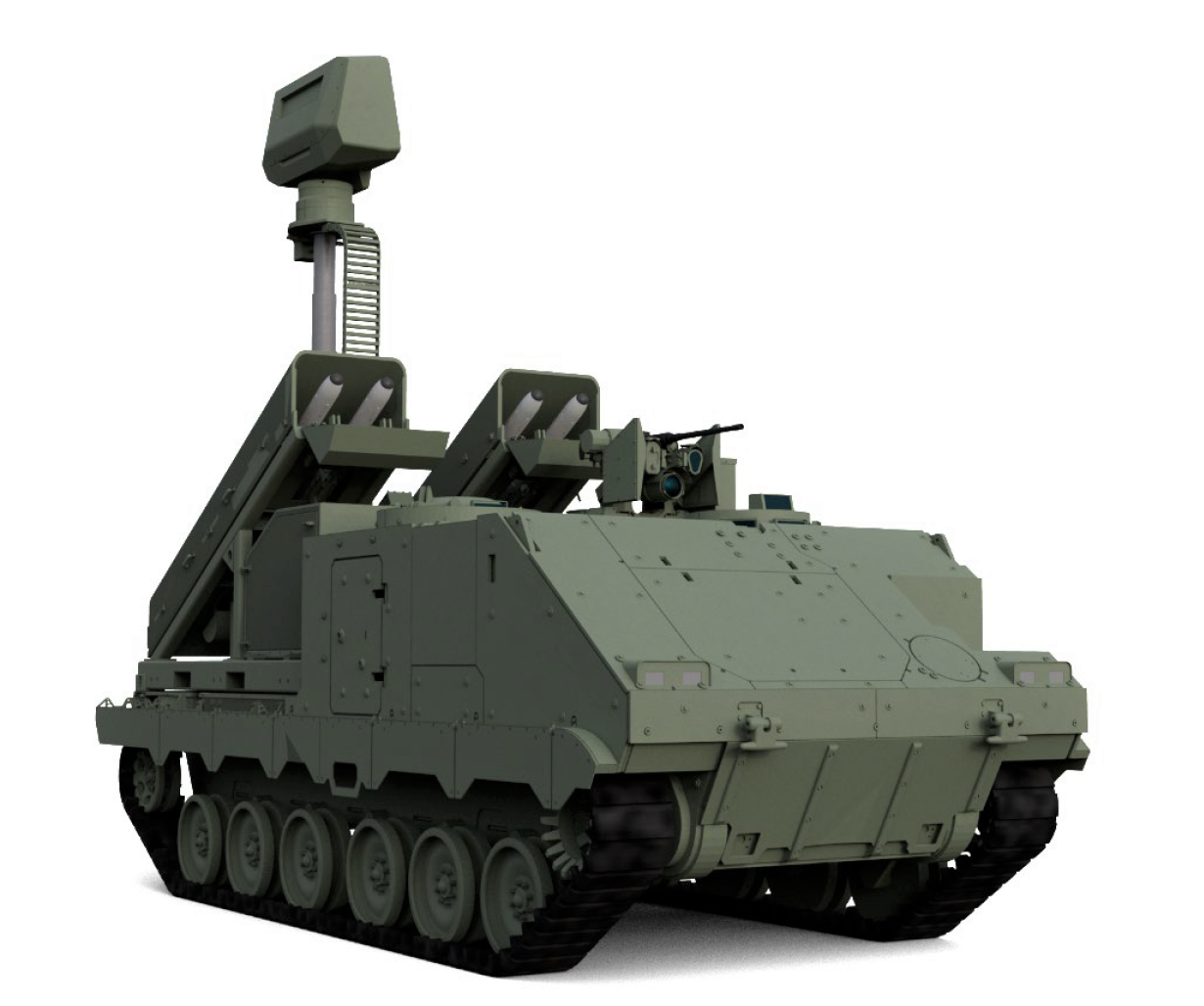
荷蘭的PMMC G5防空車，可發射IRIS-T飛彈
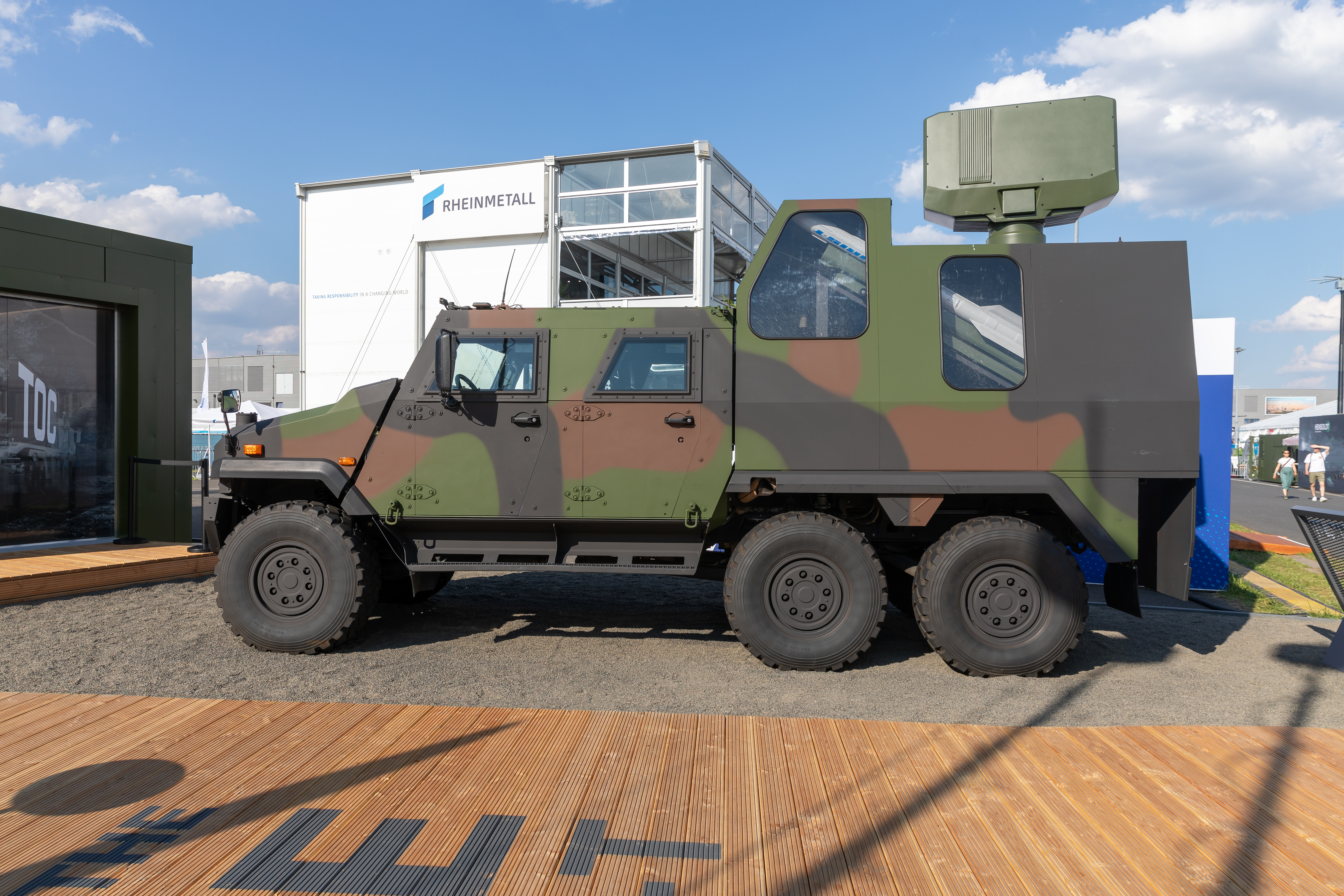
配備亨索爾特Spexer 2000型3D主動電子掃描陣列雷達和IRIS-T SLS發射器的IRIS-T SLS Mk. III自行防空車
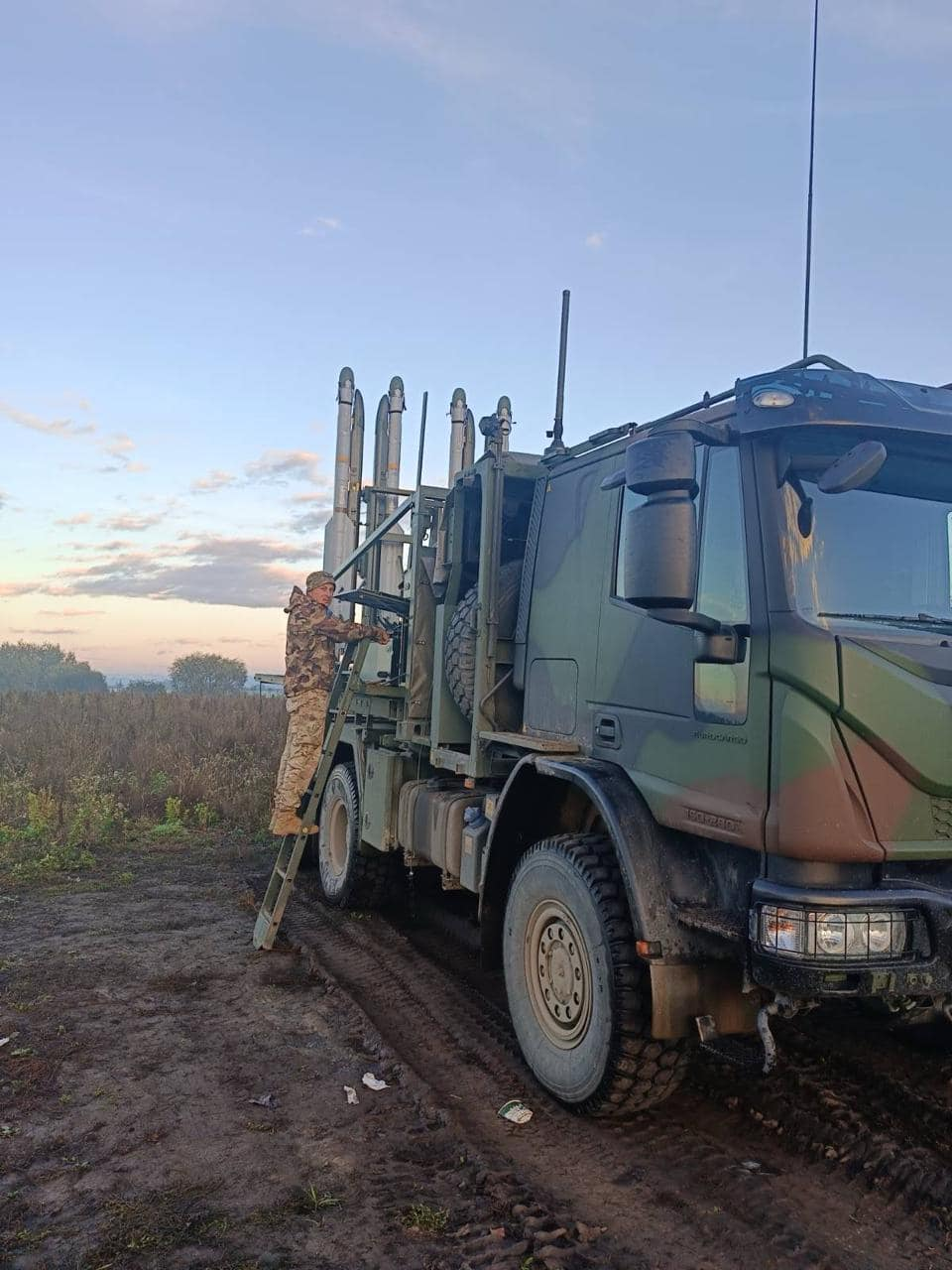
於烏克蘭服役的IRIS-T SLS飛彈發射車

#### IRIS-T SLM

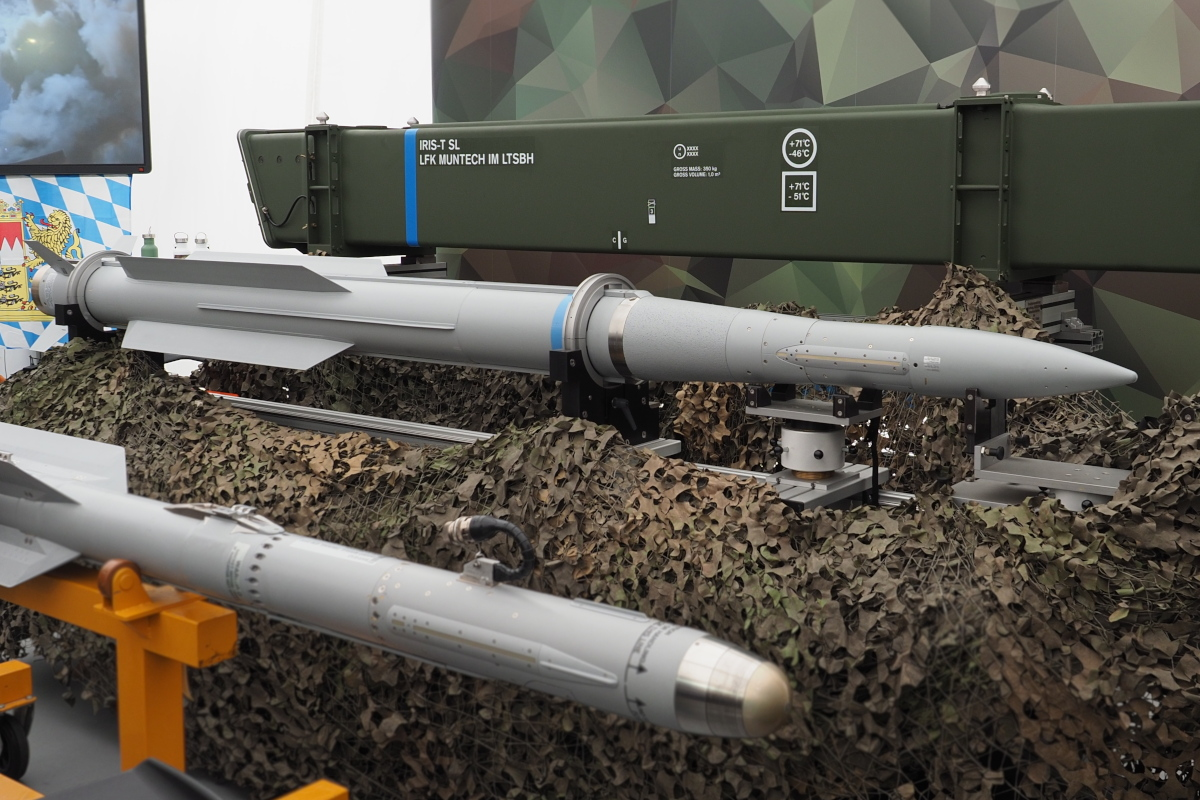
IRIS-T SL飛彈外觀

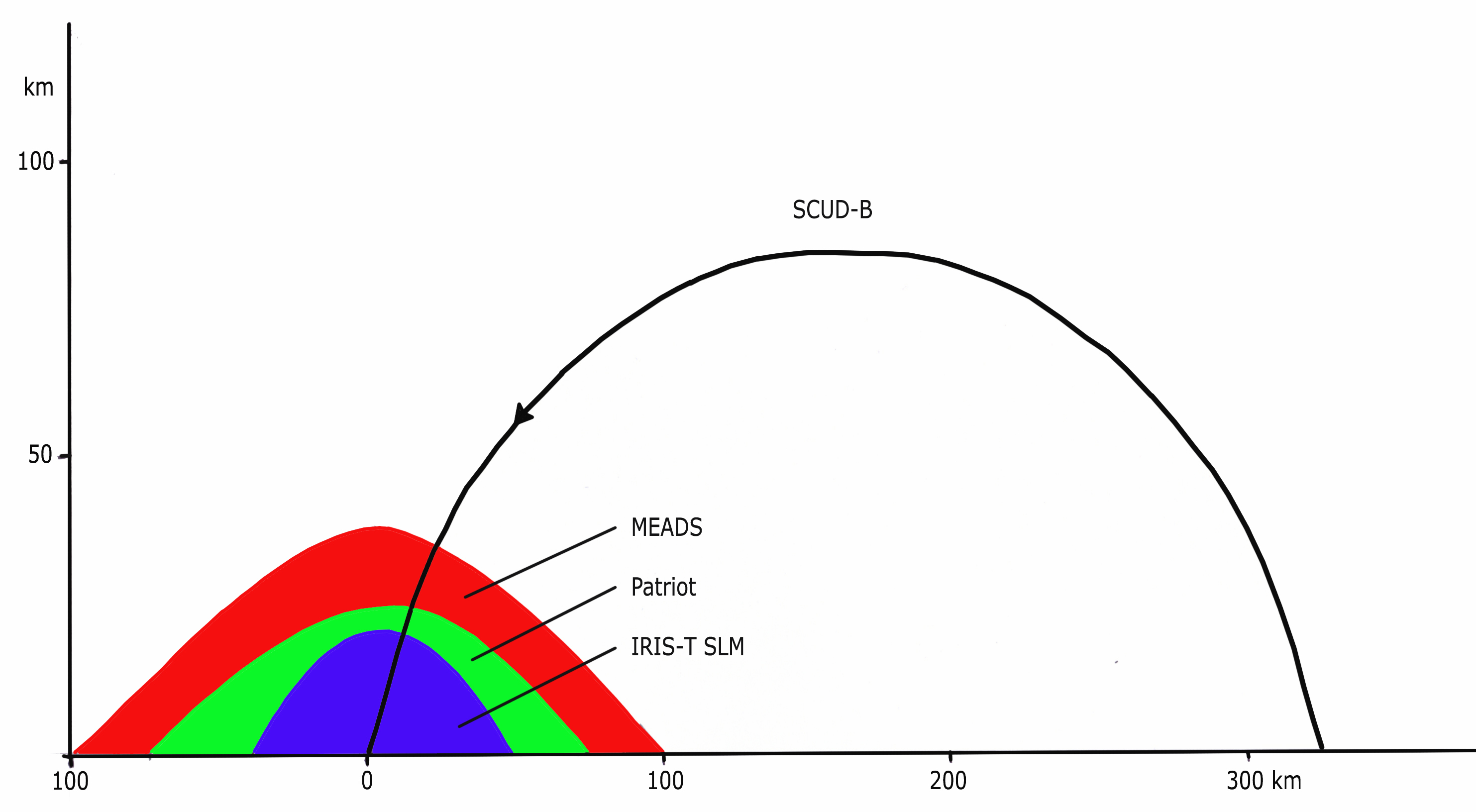
IRIS-T SL飛彈、愛國者飛彈及中程擴展防空系統（MEADS）對飛毛腿Scud-B型巡弋飛彈的攔截範圍

IRIS-T SLM為使用IRIS-T SL地對空型號飛彈的防空系統，射程為40公里，最大高度為20公里。IRIS-T SL（Surface-Launched，地表發射）地對空飛彈原先作為愛國者飛彈系列中程擴展防空系統（MEADS）的次要彈種開發。與原版IRIS-T空對空飛彈不同，地對空型號飛彈的彈體更長，且火箭引擎直徑增加了25毫米，達到152毫米，飛彈彈頭前端具有一個拋棄式的尖頭風帽以減少風阻。IRIS-T SL飛彈於飛行中途使用GPS輔助慣性導航系統，並在最初階段由地面火控雷達的數據鏈路進行指令導引，在最後階段時風帽將脫落並露出紅外線導引頭，以啟動末端紅外線成像導引模式。
IRIS-T SLM防空系統由3至4台飛彈發射車、1台後勤支援車以及1台可部署在最遠20公里的獨立指揮車組成，每台發射車裝載8枚飛彈，指揮車可與多台雷達車集成，能夠同時發射和輔助所有飛彈跟蹤多個目標。IRIS-T SLM防空系統可與其他前視紅外線系統、光電瞄準系統及相控陣雷達集成，例如亨索爾特的TRML-4D雷達、泰雷兹集团的Ground Master 200 MM/C雷達、CEA科技的CEAFAR雷達和紳寶集團的長頸鹿4A搜索雷達。2019年，集成洛克希德·馬丁的Skykeeper作戰指揮車、萨博長頸鹿4A雷達車和迪爾防務IRIS-T SLM飛彈發射車的“獵鷹”（Falcon）陸基防空系統於阿布達比國際防務展上展示。
埃及訂購了迪爾防務IRIS-T SLM飛彈發射器、亨索爾特的TRML-4D雷達以及空中巴士國防航天的Fortion IBMS戰管火控站，並全部安裝在曼恩8×8軍用卡車上以實現機動化，該訂單於2021年12月獲得德國政府批准。埃及後續又進一步下了一批訂單，包括亨索爾特的TwInvis無源雷達、IRIS-T SLS飛彈發射器和IRIS-T SLX遠程防空系統。無源雷達可以通過分析外部無線電和電視訊號的反射來探測敵機，從而使其在有源雷達難以發揮作用的城市地區發揮作用。
2024年3月12日，迪爾防務與美國諾斯洛普·格魯曼簽訂一份諒解備忘錄，以合作將IRIS-T SLM防空系統與美軍的“整合防空與飛彈防禦作戰指揮系統”（IBCS, Integrated Battle Command System）集成。4月12日，迪爾防務透露正在將IRIS-T SL飛彈與Mark 41垂直發射系統整合。

#### 空對地版本
IRIS-T飛彈的空對地版本與空對空版本的唯一區別是安裝新的擴充軟體，以提供額外的對地攻擊能力。該軟體性能已經過挪威皇家空軍測試。

### 開發中型號

#### IRIS-T Block 2
2024年6月，迪爾防務透露他們正在開發IRIS-T空對空飛彈的第二批次型號（Block 2），該型號將裝備新的導引頭、電子設備和數據鏈路功能。

#### IRIS-T FCAAM
2022年，迪爾防務宣布將與三位合作夥伴（亨索爾特、ESG和罗德史瓦兹）共同倡議未來空戰系統，並為此開發IRIS-T空對空飛彈的次世代型號IRIS-T FCAAM（Future Combat Air-to-Air Missile，未來作戰空對空飛彈），迪爾防務公司宣稱該飛彈屬於第六代紅外線導引空對空飛彈，與原版IRIS-T飛彈相比，此飛彈的不同之處包括將大多數飛彈的圓柱型彈身改為具有匿蹤技術的多邊柱形、雙向數據鏈路、使用多光譜段智慧成像導引頭、AI優化目標辨識與選擇攻擊點、基於網路的集群作戰系統、根據目標狀態自主切換導引模式、以及曾用於LFK NG飛彈的多段式脉冲火箭发动机技術。

#### IRIS-T SLX
IRIS-T SLX為遠程版防空系統，使用與前代IRIS-T SL飛彈不同的新型地對空飛彈型號，具有紅外線、主動雷達雙模式導引頭，射程提高至80公里，最大高度為30公里。迪爾防務聲稱此型號約可在4年內研發完成，飛彈能直接由IRIS-T SLM飛彈發射車發射，且每套防空系統僅需50~60名士兵即可操作。這款飛彈將能用於攔截防區外打擊武器。此型號截至2024年6月仍在開發中。

#### IRIS-T HYDEF
此型號飛彈誕生於歐洲第一個防禦高超音速威脅的計劃“超高音速防禦”（HYDEF, Hypersonic Defence），該計畫由來自7個歐洲國家的13家公司組成。2022年7月，HYDEF參加了一項全大氣層範圍防空武器的開發案，並戰勝了競爭對手贏得歐洲範圍內的招標。2023年10月31日，西班牙飛彈系統（西班牙語：Sistemas de Misiles de España，由機械及工程公證公司、GMV和森納航太組成）和迪爾防務公司與聯合軍備合作組織簽署合約，此項目正式啟動。HYDEF飛彈的作戰範圍為100公里，最大射高為50公里。
2024年柏林航空展上，迪爾防務公司透露他們正在開發一款雙節飛彈來攔截超高音速武器。此飛彈將由一節作為引擎的助推器和一節用於直擊目標的彈頭組成，能攻擊最遠100公里距離、50公里高度的目標。

#### IDAS潛射飛彈
IDAS飛彈（英語：Interactive Defence and Attack System for Submarines，直譯：“潛艦互動防禦與攻擊系統”）是IRIS-T飛彈的潛射防空飛彈版本，專為德國海軍的新型212A級潛艇開發。IDAS飛彈主要用於打擊反潛直升機、小型或中型水面艦艇，以及附近的陸地目標。IDAS潛射飛彈可以接收雷達或聲納的定位資訊，從魚雷發射管發射並使用自動駕駛儀進行慣性導航，飛彈將在射出一段距離後發動引擎並垂直轉向竄出海面，在末端導引階段再啟動紅外線導引頭自動攻擊目標。飛彈和發射潛艇間以防水的光纖連接並進行數據交換，使潛艇人員可以從海面下發射IDAS飛彈，並隨時操控飛彈改變目標或避免誤傷。
2008年5月29日，U-33號潛艇首次在波羅的海試射IDAS飛彈。在水下的飛彈成功從魚雷管發射並擊中空中的標靶。2022年10月底，德國國防部原定採購IDAS飛彈的計劃因國會刪減預算而中斷。

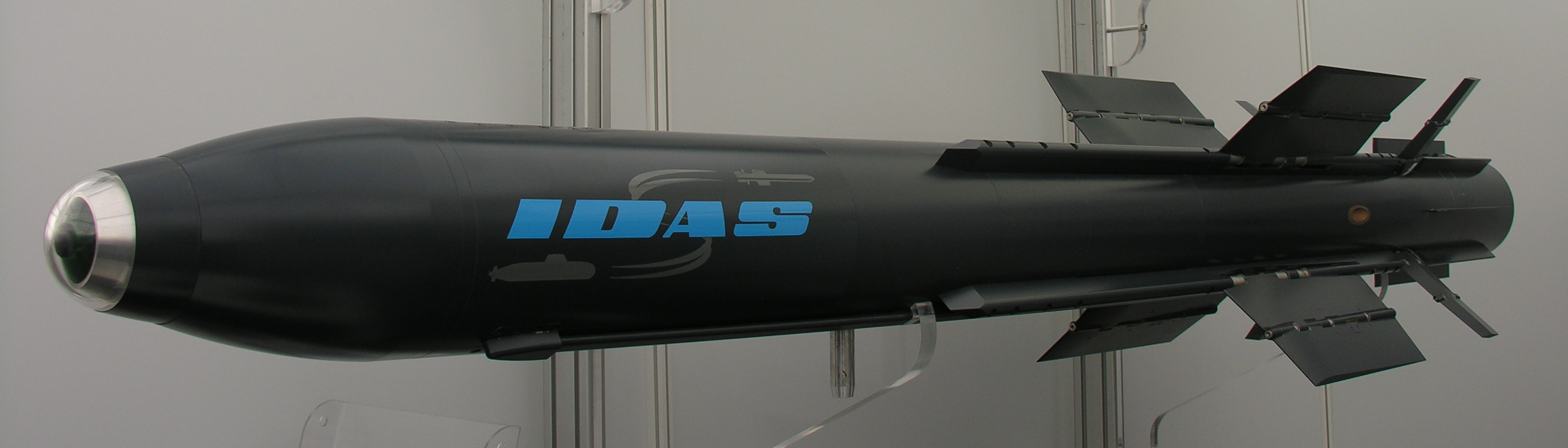
2008年TechDemo現場實機展演上的IDAS飛彈模型
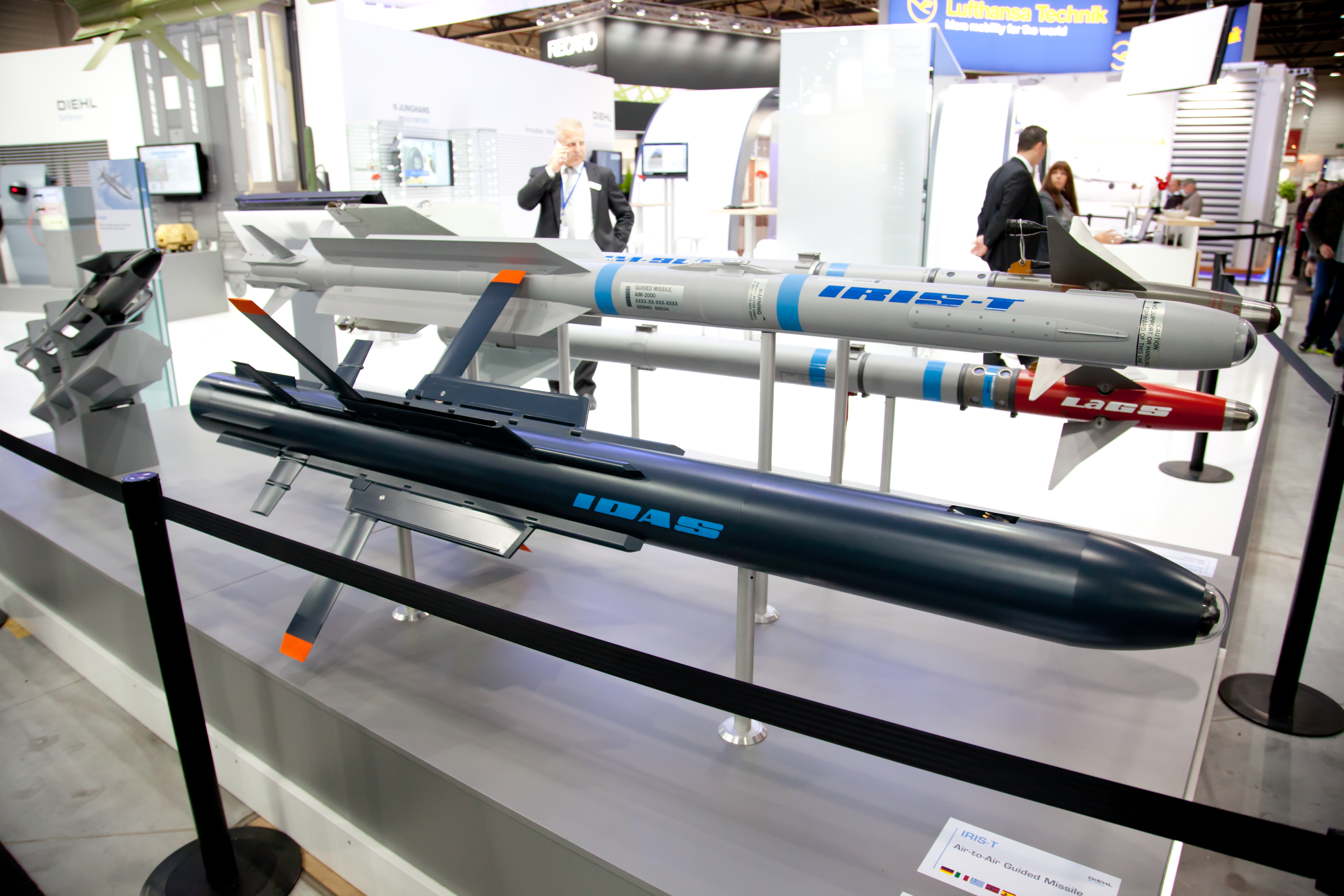
2012年柏林航空展上1枚IDAS及IRIS-T飛彈的模型

#### LFK NG飛彈
LFK NG飛彈是IRIS-T空對空飛彈的小型化防空飛彈版本，彈體全重只有IRIS-T空對空飛彈的三分之一，由MBDA德國部門和迪爾防務為德國陸軍開發，以取代準備退役的羅蘭防空飛彈，並作為德國SysFla國防計劃的一部分裝備於新開發的虎貓自行防空系統。然而LFK NG飛彈最終於2011年由於德國國會大規模裁軍，陸軍防空部隊編入空軍而取消研發，德國的防空武器改由使用短程FIM-92刺針飛彈的虎貓自行防空系統和IRIS-T防空系統取代。

## 作戰紀錄

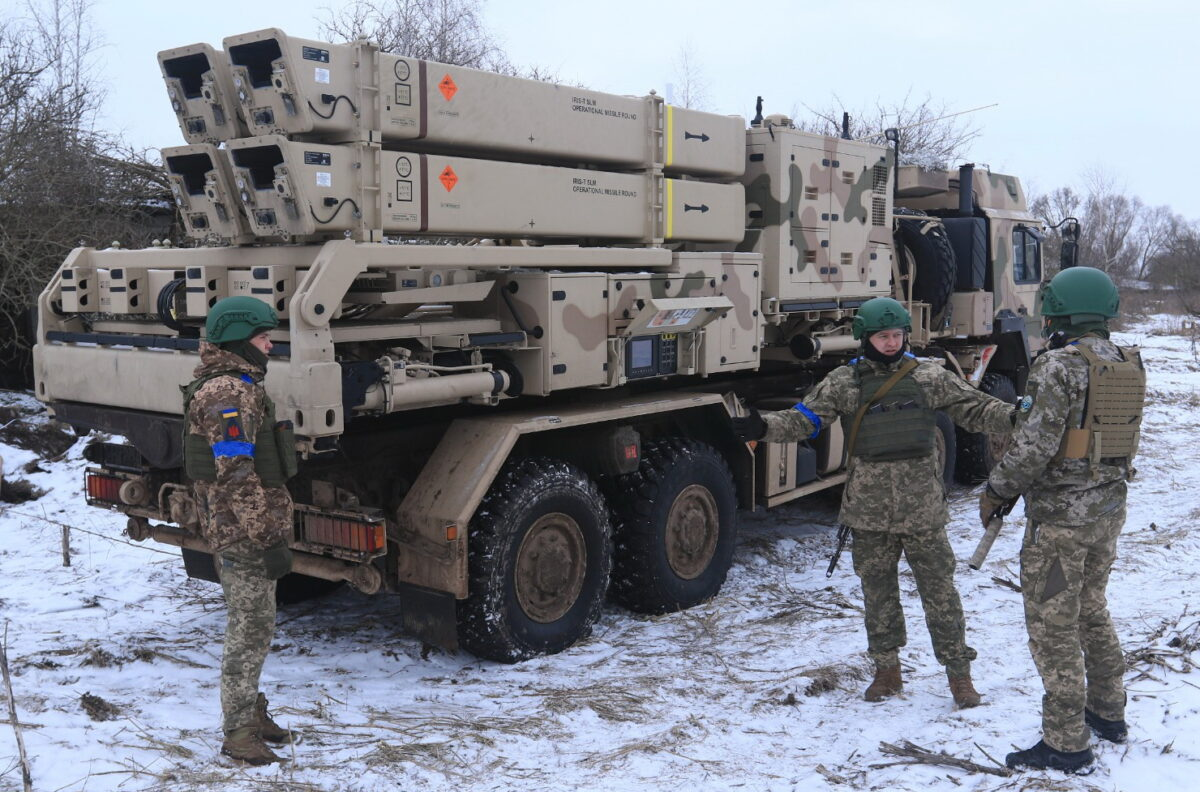
於烏克蘭軍隊中服役的IRIS-T SLM飛彈發射車

2022年10月19日，烏克蘭相關人士稱IRIS-T防空系統在距基輔30公里的切爾尼戈夫州擊落了1枚俄羅斯飛彈。IRIS-T SL飛彈殘骸的照片在社交媒體上流傳，但沒有證據表明德國IRIS-T SLM擊落了這枚特定的飛彈。
2022年10月24日，烏克蘭總理傑尼斯·什梅加爾在第5屆烏克蘭重建商業論壇開幕式上指出，德國的IRIS-T防空系統為迄今為止烏克蘭軍隊中命中率最高的防空武器，可以成功摧毀90%的俄羅斯飛彈。2022年10月31日俄羅斯再次對烏克蘭發動飛彈襲擊後，烏克蘭空軍表示IRIS-T防空系統在本次襲擊的攔截成功率達到100%。11月15日，社交媒體上流傳的一段影片似乎顯示IRIS-T SL飛彈擊落了2枚巡弋飛彈。其中1枚巡弋飛彈可能是3M-54“口徑”巡弋飛彈。
2023年12月29日，烏克蘭IRIS-T SLM防空系統的1輛TRML-4D雷達車遭到俄羅斯的導引炸彈襲擊。
2024年6月6日柏林航空展上，迪爾防務公司執行長赫爾穆特·勞赫宣稱IRIS-T防空系統已在烏克蘭擊落240個目標，且命中率接近百分之百。

## 使用國

### 空對空飛彈

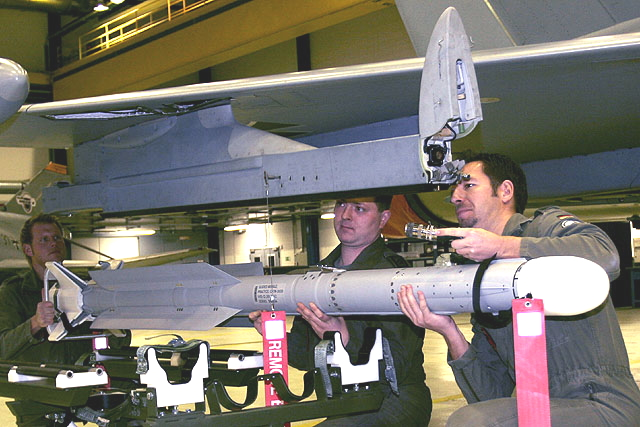
德國空軍人員正在安裝1枚IRIS-T飛彈至颱風戰鬥機上。

IRIS-T空對空飛彈作為多國聯合開發研發的產品，在完成開發時已有多名客戶預購了這款飛彈。購買訂單包括 德国1,250枚、 丹麦500枚、 希腊350枚、 義大利444枚、 荷蘭500枚、 西班牙700枚、 奥地利25枚。後續訂單包括 挪威150枚、 南非25枚（作為A-Darter空對空飛彈的臨時替代品）及 巴西的10枚實彈和20枚訓練彈。
以下為更多使用國的清單。
 沙烏地阿拉伯
1,400枚。2023年底，德國於2018年10月賈邁勒·卡舒吉命案後中斷對沙烏地阿拉伯交付軍備以來首次交付150枚飛彈。
 瑞典
450枚，瑞典將用於JAS 39獅鷲戰鬥機的空對空飛彈稱為Jaktrobotsystem 98（jrbs 98，直譯：狩獵機器人系統98）。
 泰國
購買220枚以裝備於F-5T戰鬥機、JAS 39獅鷲戰鬥機C/D型和F-16戰隼戰鬥機。

#### 未來使用國
匈牙利
匈牙利於2021年12月訂購IRIS-T飛彈以用於JAS 39獅鷲戰鬥機MS20 Block II的現代化計劃。
 大韓民國
韓國於2018年訂購IRIS-T飛彈以用於KF-X獵鷹戰鬥機計劃。於2023年4月首次試射無導引IRIS-T飛彈。2024年2月19日，迪爾防務與韓國航空宇宙產業簽署諒解備忘錄，以促進將IRIS-T飛彈整合在FA-50、T-50和KF-21 Block II戰鬥機上的業務合作。2024年5月17日，迪爾防務宣布KF-21战斗机成功利用機載主動相控陣雷達輔助發射1枚實彈IRIS-T，並將靶機擊落。

### 地對空飛彈

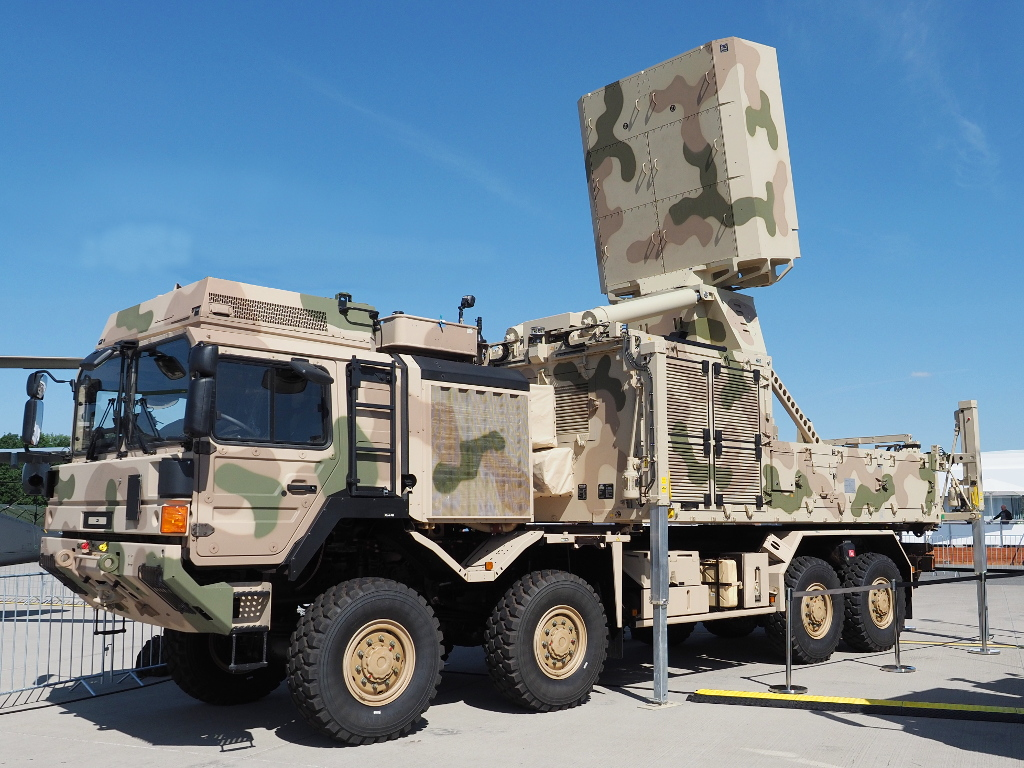
亨索爾特的TRML-4D雷達車

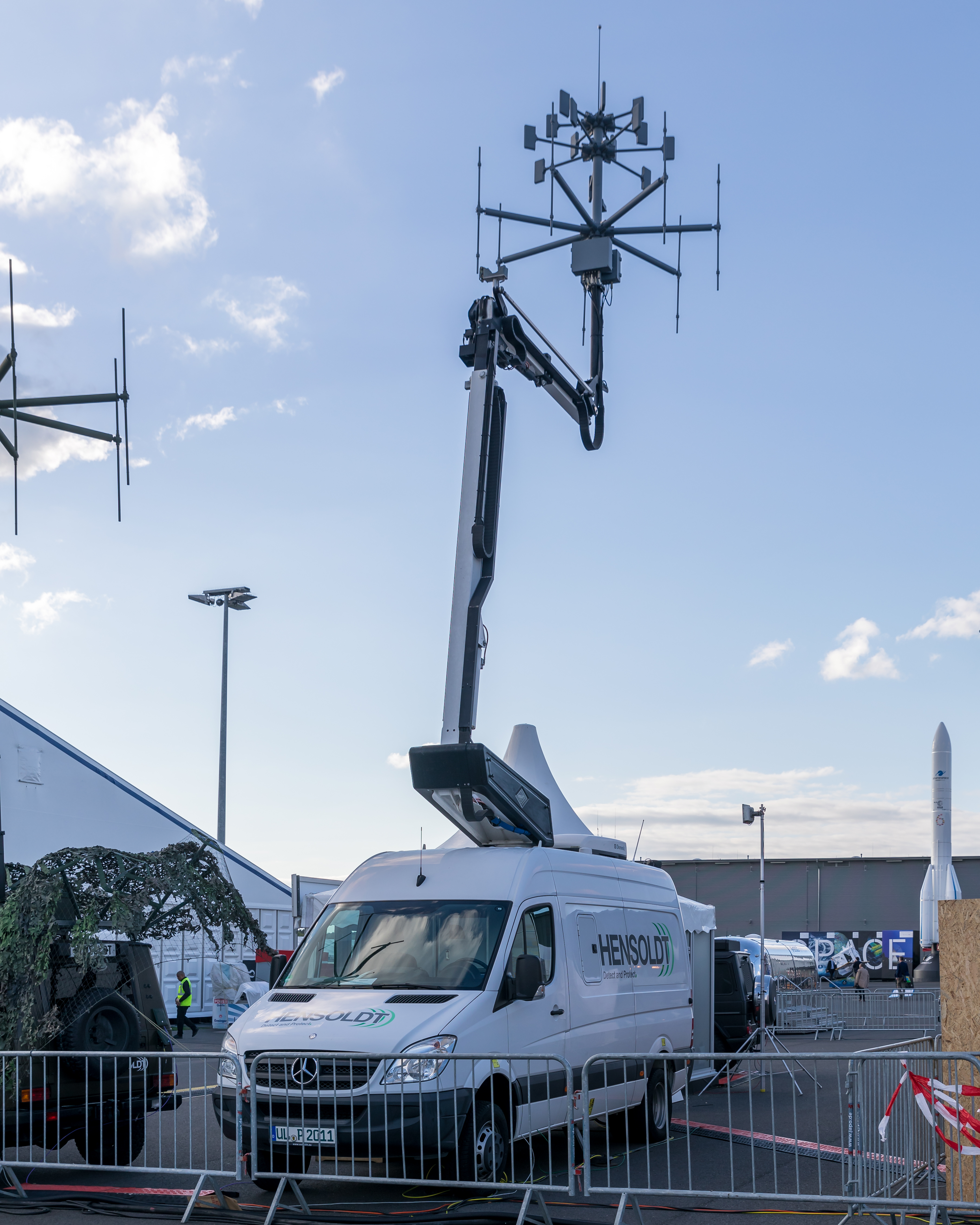
亨索爾特的TwInvis被動式雷達車

埃及
迪爾防務IRIS-T SLM飛彈發射器、亨索爾特的TRML-4D雷達以及空中巴士國防與太空的Fortion IBMS戰管火控站安裝於曼恩HX2軍用卡車。
- 於2018年訂購7組IRIS-T SLM防空系統。後續再訂購400枚飛彈。
- 於2021年12月採購10組IRIS-T SLX防空系統獲德國政府批准。
- 6組IRIS-T SLS防空系統。

 德国
作為歐洲天空之盾倡議的一部分，德國於2023年6月以9億歐元訂購6組IRIS-T防空系統。德國空軍將於2024年接收第一組IRIS-T防空系統，到2027年將接收另外5組防空系統。2024年4月30日德國軍隊官網的新聞稿表示空軍的主要防空系統為IRIS-T SLM型號，並且陸軍將於2024年重建防空部隊。2024年8月初，德國接收了第一套IRIS-T SLM防空系統。
 挪威
挪威正在發展本國的短程防空系統，該系統將使用部分NASAMS 3型系統及IRIS-T空對空飛彈。採購內容包括：
- 36枚用於防空系統的IRIS-T空對空飛彈。
- 6台M113F4裝甲運兵車裝備4聯裝飛彈發射器及1台XENTA-M雷達。
- 3台安裝於悍馬車車頂的4聯裝AIM-120先進中程空對空飛彈或6聯裝AIM-120C先進中程空對空飛彈。
- 1台使用NASAMS 3型的指揮控制車。

 瑞典
瑞典將用於IRIS-T SLS防空系統的IRIS-T飛彈稱為Luftvärnsrobotsystem 98（lvrbs 98，直譯：防空機器人系統98）。於2013年首次訂購，第1組用於測試的系統於2016年交付。該系統稱為Eldenhet 98自行防空車，為一台整合了飛彈發射器及射控系統的改裝Bv410全地形車。
 乌克兰
德國向2022年遭到俄羅斯全面入侵的烏克蘭提供一系列軍事援助。
- 12組IRIS-T SLM防空系統，目前已交付6組（第1組於2022年10月、第2組於2023年4月、第3組於2023年10月、第4組於2024年5月、第6組於2024年12月），德國也會提供額外的飛彈彈藥。
- 12組IRIS-T SLS防空系統，目前已交付4組（第1組於2023年8月、第3組於2024年8月、第4組2台於2024年12月）。

IRIS-T SLM防空系統與空中巴士集團Fortion IBMS-FC火控系統及亨索爾特TRML-4D雷達組成，並安裝於曼恩HX2軍用卡車。IRIS-T SLS防空系統則集成發射器於義大利歐霸4×4卡車上。
2023年11月23日，德國國防部在一份聲明中表示作為軍事援助計畫的一部分，德國將於2025年起再向烏克蘭援助4組IRIS-T SLM防空系統。

#### 未來使用國
拉脫維亞及 爱沙尼亚
2023年5月，拉脫維亞和愛沙尼亞宣布聯合採購IRIS-T SLM防空系統。拉脫維亞於2023年11月30日正式簽署了價值約6億歐元的IRIS-T SLM合約，預計於2026年交付第一批IRIS-T SLM防空系統。
 斯洛維尼亞
2023年，2組IRIS-T SLM採購案處於最後階段，合約價值2億歐元。2024年1月25日，斯洛維尼亞與迪爾防務正式簽訂協議，以採購1組IRIS-T SLM防空系統。
 荷蘭
2023年6月，荷蘭國防部宣布將訂購一批防空型號的ACSV裝甲戰鬥支援車，可發射AIM-9X響尾蛇飛彈及IRIS-T空對空飛彈。
 保加利亚
2024年8月6日，保加利亞議會批准了國防委員會提出的一項採購案，以用1.82歐元在歐洲天盾倡議架構下購買1套IRIS-T SLM防空系統。另外根據與迪爾防務於7月22日至24日的談判，保加利亞將在2032年前購買另外5套IRIS-T SLM防空系統以及1套IRIS-T SLX防空系統。
 瑞士
2024年4月30日，瑞士聯邦國防採購辦公室根據“中程地對空防禦”計畫，打算讓迪爾防務的IRIS-T SLM、孔斯貝格及雷神的NASAMS NG、MBDA的CAMM-ER防空系統參與競標，以為本國軍隊裝備中程防空系統，並向這幾家公司寄出報價單。2024年7月5日，孔斯貝格集團和MBDA通知國防採購辦公室將不會參加該次招標。

#### 潛在未來使用國
立陶宛
2024年5月21日，立陶宛國防部長勞裡納斯·卡西烏納斯在帕蘭加舉辦的會議上表示鑒於IRIS-T在烏克蘭的表現，立陶宛也在考慮採購IRIS-T中程防空系統。
 羅馬尼亞
2023年11月23日，羅馬尼亞宣布將投入38.5億歐元的資金採購41組中短程防空系統，目前主要的投標者為孔斯貝格國防與航空航天的NASAMS、迪爾的IRIS-T SLM、MBDA法國部門的雲母垂直發射防空系統和韓華集團的KM-SAM防空系統。
歐洲天空之盾倡議成員國
歐洲天空之盾倡議中的歐洲通用防空系統將主要由MIM-104愛國者防空系統和IRIS-T防空系統組成。該倡議的成員國包括一些已經成為客戶（德國、拉脫維亞、愛沙尼亞、挪威）或尚未成為客戶的國家（比利時、捷克共和國、芬蘭、匈牙利、立陶宛、羅馬尼亞、斯洛伐克、波蘭）。

### 引文
1. ↑  Tilenni 2017，第8頁.
2. 1 2 3  . （原始内容存档于2009-01-22）.
3. ↑  Felix Busjaeger. . kreiszeitung.de. 22 October 2022  [14 June 2024]. （原始内容存档于2024-03-24） （德语）.
4. ↑  Simon Cleven. . t-online.de. 10 January 2024  [14 June 2024]. （原始内容存档于2024-06-14） （德语）.
5. ↑  Frank Hofmann. . Focus. 12 May 2023  [14 June 2024]. （原始内容存档于2024-12-07）.
6. ↑  . Deutsche Welle. 12 October 2022  [21 October 2022]. （原始内容存档于2022-10-22）.
7. 1 2  . Defense Express. 18 April 2024  [18 April 2024].
8. ↑  . Diehl Defence. 22 December 2023  [14 June 2024]. （原始内容存档于2025-01-20）.
9. 1 2 3  Juntunen 2017，第35頁.
10. 1 2 3 4  . Diehl.com.   [11 March 2015]. （原始内容存档于2014-03-30）.
11. ↑  . Airpower.at.   [13 July 2014]. （原始内容存档于2016-03-14）.
12. ↑  Maini 2015，第86頁.
13. 1 2  Mader 2016，第129頁.
14. ↑  Navarro & José 2016，第42頁.
15. 1 2 3  Andersson 2012，第26頁.
16. 1 2 3  . 16 July 2022  [26 April 2024].
17. 1 2 3  . 20 December 2021  [21 July 2023]. （原始内容存档于2023-03-29）.
18. 1 2 3 4  .   [21 July 2023]. （原始内容存档于2023-01-22）.
19. 1 2 3  White 2024，第16頁.
20. ↑  Diehl Defence. . x.com.   [31 May 2024]. （原始内容存档于2024-08-16） （英语）.
21. 1 2 3 4 5 6  . Flightglobal. 30 April 1997  [23 July 2014]. （原始内容存档于2016-08-07）.
22. 1 2  Diehl BGT 2010，第175頁.
23. ↑  . www.bundeswehr.de.   [6 April 2023]. （原始内容存档于2023-09-26） （德语）.
24. ↑  . Hellenic Air Force.   [6 April 2023]. （原始内容存档于2023-09-20） （希腊语）.
25. ↑   (PDF). （原始内容 (PDF)存档于2012-11-19）.
26. 1 2 3  . Air force technology.   [11 June 2014]. （原始内容存档于2023-05-28）.
27. 1 2  . The Economist. 11 October 2022  [9 November 2022]. （原始内容存档于2022-10-11）.
28. 1 2  ES&T editorial team. . esut.de. 9 November 2022  [29 June 2023]. （原始内容存档于2023-08-12）.
29. 1 2  KG, Diehl Stiftung & Co. . www.diehl.com. 25 May 2023  [29 June 2023]. （原始内容存档于2023-08-12）.
30. 1 2  Gibson & Buttler 2007，第49頁.
31. ↑  . Flight: 1742.   [11 May 2024]. （原始内容存档于2018-01-07）.
32. ↑  Gibson & Buttler 2007，第50頁.
33. 1 2  . Think Defence.   [5 September 2018]. （原始内容存档于2021-05-31）.
34. 1 2 3 4 5  . Europaeische Sicherheit. 2008  [13 July 2014]. （原始内容存档于2008-06-05）.
35. ↑  BGT 1996，第34頁.
36. ↑  Krause 1995，第253頁.
37. ↑  Kopp, Carlo. . Air Power Australia. January 1998, 4 (4)  [12 December 2011]. （原始内容存档于2006-12-06）.
38. ↑  . Rosoboronexport.   [2 February 2020]. （原始内容存档于2023-05-28）.
39. ↑  . Flightglobal. 1 March 1996  [13 July 2014]. （原始内容存档于2016-08-07）.
40. 1 2 3 4 5  Friedman 1997，第422-423頁.
41. ↑  Robinson 2002，第56頁.
42. ↑  Robinson 2002，第54頁.
43. ↑  . Flightglobal. 2 October 1996  [23 July 2014]. （原始内容存档于2018-08-08）.
44. 1 2  JANE'S MISSILES AND ROCKETS – AUGUST 01, 2001. . Jane's Information Group. 18 July 2001.
45. ↑  . Flightglobal. 30 April 1997  [23 July 2014]. （原始内容存档于2016-08-07）.
46. 1 2  . Flightglobal. 2 December 1997  [23 July 2014]. （原始内容存档于2016-08-07）.
47. ↑  . Flightglobal. 1 October 1997  [23 July 2014]. （原始内容存档于2016-08-07）.
48. ↑  . Flightglobal. 13 June 2000  [23 July 2014]. （原始内容存档于2016-08-07）.
49. 1 2  JANE'S MISSILES AND ROCKETS – JUNE 01, 2002. . Jane's Information Group. 21 May 2002.
50. ↑  . Flightglobal. 1 November 2000  [23 July 2014]. （原始内容存档于2016-08-07）.
51. ↑  . Flightglobal. 1 April 2001  [23 July 2014]. （原始内容存档于2016-08-07）.
52. ↑  . Flightglobal. 1 January 2002  [23 July 2014]. （原始内容存档于2016-08-07）.
53. ↑  Barrie 2002，第61,62頁.
54. ↑  JANE'S MISSILES AND ROCKETS – MAY 01, 2002. . Jane's Information Group. 23 April 2002.
55. ↑  . （原始内容存档于2016-03-06）.
56. ↑   (PDF). Flightglobal. 11 February 2003  [23 July 2014]. （原始内容存档 (PDF)于2016-08-07）.
57. ↑   [Special armament programs evaluation] (PDF). Atenea. Madrid: Ministerio de Defensa. September 2011  [30 September 2012]. （原始内容 (PDF)存档于2013-10-24） （西班牙语）.
58. ↑  .   [11 June 2014]. （原始内容存档于2017-09-10）.
59. ↑  . Flightglobal. 13 December 2005  [23 July 2014]. （原始内容存档于2016-08-07）.
60. ↑  . Flightglobal. 1 June 2007  [23 July 2014]. （原始内容存档于2016-08-07）.
61. 1 2  Withington & Sculz 2010，第31頁.
62. 1 2  Diehl BGT 2008，第30頁.
63. ↑   (PDF). Flightglobal. 4 May 2004  [23 July 2014]. （原始内容存档 (PDF)于2016-08-07）.
64. ↑  Military Technology 2013，第16頁.
65. ↑  Diehl Defence 2014，第67頁.
66. ↑  . defenceWeb. 10 February 2015  [11 March 2015]. （原始内容存档于2016-06-02）.
67. ↑  John Stillion, Scott Perdue.  (PDF). RAND corporation.   [13 September 2013]. （原始内容存档 (PDF)于2023-04-04）.
68. 1 2 3 4   (PDF). Diehl BGT Defence. 2011  [13 July 2014]. （原始内容 (PDF)存档于2013-06-12）.
69. 1 2  . Aviation Week. 2001  [13 July 2014]. （原始内容存档于2007-04-21）.
70. ↑   (PDF). Rochester Avionics Archives. 1993  [27 April 2024].
71. ↑  Richardson 1997，第36頁.
72. 1 2  Quaranta 2016，第26頁.
73. 1 2 3  Military Technology 2020，第11頁.
74. 1 2 3  Jane's 2002，第378-379頁.
75. ↑  . Flightglobal. 27 June 2000  [13 July 2014]. （原始内容存档于2016-06-04）.
76. ↑  . Diehl.   [11 June 2014]. （原始内容存档于2018-06-03）.
77. ↑  . Südkurier. 24 September 2005  [8 August 2014]. （原始内容存档于2016-06-29）.
78. ↑  . Flightglobal. 14 December 2012  [12 August 2014]. （原始内容存档于2015-07-12）.
79. ↑  Harald Buschek. . Control Engineering Practice. May 2003, 11 (5): 551–558. doi:10.1016/S0967-0661(02)00063-1.
80. ↑  . Diehl Defence.   [28 April 2024]. （原始内容存档于2019-09-01）.
81. 1 2   (PDF). Diehl Defence.   [6 July 2022]. （原始内容存档 (PDF)于2023-08-12）.
82. ↑  . Air force technology. （原始内容存档于2014-10-31）.
83. 1 2  Tilenni 2017，第9頁.
84. 1 2  . Jane's. （原始内容存档于2016-12-16）.
85. ↑   (Press release). Diehl. （原始内容存档于2016-12-16）.
86. 1 2  . Forsvarsmakten. 29 August 2022  [2024-04-28]. （原始内容存档于2023-12-01） （瑞典语）.
87. ↑  Andersson 2012，第37頁.
88. ↑  Andersson 2012，第27頁.
89. 1 2 3 4   (PDF). luftvarn.se.   [24 September 2021] （瑞典语）.
90. ↑  . Deagel.   [9 June 2015]. （原始内容存档于2016-07-31）.
91. ↑  . Mynewsdesk.   [21 July 2023]. （原始内容存档于2023-01-22）.
92. ↑  . Kongsberg Defence & Aerospace. 6 February 2017  [10 February 2017]. （原始内容存档于2017-09-10）.
93. 1 2  ArmadniNoviny.cz. . Armádní noviny.   [29 June 2023]. （原始内容存档于2023-08-12） （捷克语）.
94. ↑  . Weibel. 7 July 2023.
95. 1 2  . 24 January 2024 （德语）.
96. ↑  Eisele 2021，第35頁.
97. 1 2 3  Кирило Кушніков. . militarnyi.com. 8 February 2025  [2025-05-26] （英语）.
98. ↑  . Diehl Defence.   [17 May 2015]. （原始内容存档于2019-09-01）.
99. ↑  . （原始内容存档于2013-01-13）.
100. 1 2  . Diehl Defense. 26 January 2024.
101. ↑  . February 2022  [21 July 2023]. （原始内容存档于2023-01-22）.
102. ↑  . 18 February 2019.
103. ↑  . 20 February 2019  [21 July 2023]. （原始内容存档于2023-01-22）.
104. ↑  KG, Diehl Stiftung & Co. . www.diehl.com.   [21 July 2023]. （原始内容存档于2023-01-22）.
105. ↑  .   [21 July 2023]. （原始内容存档于2023-08-12）.
106. 1 2  .   [21 July 2023]. （原始内容存档于2023-01-22）.
107. ↑  .   [21 July 2023]. （原始内容存档于2023-01-22）.
108. ↑  . www.hensoldt.net.   [21 July 2023]. （原始内容存档于2023-01-22）.
109. ↑  . 20 December 2021  [21 July 2023]. （原始内容存档于2023-01-22）.
110. ↑  . 17 December 2021  [21 July 2023]. （原始内容存档于2023-01-22）.
111. ↑  .   [21 July 2023]. （原始内容存档于2023-01-22）.
112. ↑  . diehl.com. 12 March 2024  [12 March 2024].
113. ↑  Lars Hoffmann. . hartpunkt.de. 12 April 2024  [12 June 2024]. （原始内容存档于2024-11-13） （德语）.
114. 1 2  Craig Hoyle. . 6 June 2024  [9 June 2024]. （原始内容存档于2024-06-15）.
115. ↑  .   [8 April 2024].
116. ↑  Raj 2023，第22頁.
117. 1 2 3  Lars Hoffmann. . hartpunkt.de. 6 June 2024  [14 June 2024]. （原始内容存档于2025-01-02） （德语）.
118. ↑  . Diehl Defence. 29 May 2024  [1 June 2024]. （原始内容存档于2025-01-30） （英语）.
119. ↑  . Diehl Defence. 31 October 2023  [15 November 2023]. （原始内容存档于2024-12-27）.
120. ↑  Diehl Defence. . 8 April 2024  [8 April 2024] （德语）.
121. ↑  Diehl Defence. . 8 April 2024  [8 April 2024] （德语）.
122. ↑  Henning Radtke. . 29 May 2008  [8 April 2024] （德语）.
123. ↑  T.Wiegold. . 28 November 2022  [8 April 2024] （德语）.
124. ↑  Judy Dempsey（英语：Judy Dempsey）. . International Herald Tribune. 18 May 2011  [26 April 2024]. （原始内容存档于2014-10-06）.
125. ↑  . Ancile.   [31 May 2023]. （原始内容存档于2023-07-28）.
126. ↑  Boyko Nikolov. . 19 October 2022  [20 October 2022]. （原始内容存档于2023-01-22）.
127. ↑  . Technology Org. 24 October 2022.
128. ↑  . The New Voice of Ukraine. 31 October 2022  [2 November 2022]. （原始内容存档于2023-06-04）.
129. ↑  . EurAsian Times. 18 November 2022  [19 November 2022]. （原始内容存档于2023-08-13）.
130. ↑  . NDTV. 17 November 2022  [19 November 2022]. （原始内容存档于2023-01-22）.
131. ↑  .   [30 May 2024]. （原始内容存档于2024-12-29）.
132. ↑   (PDF). Ministero delle Difesa. April 2012  [19 April 2014]. （原始内容存档 (PDF)于2016-03-03） （意大利语）.
133. 1 2  . Defense industry daily.   [17 June 2014]. （原始内容存档于2018-06-20）.
134. 1 2  . Diehl.com.   [19 April 2014]. （原始内容存档于2014-03-30）.
135. ↑  . Portal.sipri.org.   [11 March 2015]. （原始内容存档于2014-04-23）.
136. ↑  . defenceWeb. 23 May 2011  [11 March 2015]. （原始内容存档于2016-03-04）.
137. ↑  . Poder Aéreo. 15 September 2017  [21 July 2023]. （原始内容存档于2023-01-22） （葡萄牙语）.
138. ↑  . Defesa aérea & naval. 21 December 2021  [21 July 2023]. （原始内容存档于2023-01-22） （葡萄牙语）.
139. ↑  . Armstrade.sipri.org.   [19 April 2014]. （原始内容存档于2011-05-13）.
140. ↑  Nienaber, Michael. . Bloomberg.com.   [10 January 2024] （英语）.
141. ↑  Hoyle, Craig. . FlightGlobal.   [21 July 2023]. （原始内容存档于2022-01-20）.
142. ↑  . webradio.hu. 17 December 2021  [21 July 2023]. （原始内容存档于2023-01-22） （匈牙利语）.
143. ↑  .   [21 July 2023]. （原始内容存档于2023-01-22）.
144. ↑  Dubois, Gastón. . Aviacionline.com. 5 April 2023  [6 April 2023]. （原始内容存档于2023-04-13） （西班牙语）.
145. ↑  . Airforce Technology. 20 February 2024.
146. ↑  . Diehl Defence. 17 May 2024  [20 May 2024].
147. ↑  . Rheinische Post. 19 September 2018  [19 September 2018]. （原始内容存档于2022-10-13）.
148. ↑  Gebauer, Matthias; Schult, Christoph. . Der Spiegel. 15 December 2021  [27 December 2021]. ISSN 2195-1349. （原始内容存档于2023-02-05） （德语）.
149. ↑  . Reuters. 13 June 2023  [24 June 2023]. （原始内容存档于2023-07-25）.
150. ↑  Lars Hoffmann. . esut.de. 19 May 2023  [21 May 2023]. （原始内容存档于2023-08-12） （德语）.
151. ↑  René Hinz. . www.bundeswehr.de. 30 April 2024  [3 May 2024] （德语）.
152. ↑  . esut.de. 6 August 2024  [29 September 2024]. （原始内容存档于2024-10-09） （德语）.
153. ↑  Mbuyisa, Slindo. . defenceWeb. 13 March 2013  [29 June 2023]. （原始内容存档于2023-08-12）.
154. ↑  Oryx. . Oryx.   [13 May 2023]. （原始内容存档于2022-07-01）.
155. ↑  . canberratimes.com.au.   [13 May 2023]. （原始内容存档于2023-08-12）.
156. ↑  . www.bmvg.de. 2023-11-17  [2023-11-21] （德语）.
157. ↑  Matthias Gebauer; Marina Kormbaki. . spiegel.de. 24 May 2024  [25 May 2024] （德语）.
158. 1 2  Dylan Malyasov. . defence-blog.com. 20 December 2024  [2025-05-26] （英语）.
159. 1 2  . Website of the Federal Government Bundesregierung. 28 March 2024  [28 March 2024]. （原始内容存档于2022-11-16）.
160. ↑  Kathrine Frich. . dagens.com. 20 August 2024  [2025-05-26] （英语）.
161. ↑  . 23 November 2023  [23 November 2023] （德语）.
162. ↑  . The Washington Post. 21 May 2023  [21 May 2023]. （原始内容存档于2023-05-21）.
163. ↑  . DefenseNews. 4 December 2023.
164. ↑  . RTV SLO. 17 June 2023  [21 July 2023]. （原始内容存档于2023-06-21） （斯洛文尼亚语）.
165. ↑  . www.janes.com. 7 August 2024  [27 August 2024]. （原始内容存档于2024-10-09） （英语）.
166. ↑  . Avia News. 30 April 2024  [27 August 2024]. （原始内容存档于2024-10-09） （法语）.
167. ↑  . admin.ch. 30 April 2024  [27 August 2024]. （原始内容存档于2024-11-27） （德语）.
168. ↑  . ar.admin.ch. 5 July 2024  [27 August 2024]. （原始内容存档于2024-11-04） （英语）.
169. ↑  Rumšienė, Radvilė. . Lithuanian National Radio and Television. 21 May 2024  [28 May 2024] （立陶宛语）.
170. ↑  Defensa.com. . Defensa.com. 24 November 2023  [24 November 2023] （西班牙语）.

### 書目
- . Military Technology. Vol. 37 no. 2. 2013: 16. ISSN 0722-3226 （英语）.
- Andersson, Martin.  (博士论文). Military Academy Karlberg. 2012  [2024-06-25]. （原始内容存档于2024-12-28） （瑞典语）.
- Barrie, Douglas. . Aviation Week & Space Technology. Vol. 156 no. 25. 24 June 2002 （英语）.
- Bonds, Ray. . Crown Publisher's Inc. 1987. ISBN 9780517560976 （英语）.
- . Military Technology. Vol. 32 no. 5. 2008. ISSN 0722-3226 （英语）.
- . Tecnologia Militar. Vol. 36 no. 1. 2014: 67. ISSN 0722-2904 （西班牙语）.
- Eisele, Maximilian. . Tecnologia Militar. Vol. 43 no. 2. 2021: 35. ISSN 0722-2904 （葡萄牙语）.
- . Interavia Business & Technology. Vol. 51 no. 600. May 1996: 34. ISSN 1423-3215 （英语）.
- Friedman, Norman. . US Naval Inst. Pr. 1997. ISBN 9781557502681 （英语）.
- Gibson, Chris; Buttler, Tony. . Midland Publishing. 2007. ISBN 9781857802580 （英语）.
- . Military Technology. Vol. 34 no. 7. 2010: 175. ISSN 0722-3226 （英语）.
- . Jane's Missiles and Rockets (Jane's Information Group). 2002 （英语）.
- Juntunen, Kimmo.  (PDF). Ilmatorjunta. February 2017. ISSN 1797-6448 （芬兰语）.
- Krause, Keith. . Cambridge University Press. 25 August 1995. ISBN 0521558662 （英语）.
- Mader, Georg. . Military Technology. Vol. 40 no. 6. 2016: 122–129. ISSN 0722-3226 （英语）.
- Maini, Anil Kumar. . Electronics For You. Vol. 3 no. 12. April 2015: 78–94. ISSN 0013-516X （英语）.
- Navarro, Gil; José, María. . Tecnologia Militar. Vol. 38 no. 3. 2016: 41–43. ISSN 0722-2904 （西班牙语）.
- . Military Technology. Vol. 44 no. 1. 2020: 11. ISSN 0722-3226 （英语）.
- Quaranta, Paolo. . Military Technology. Vol. 40 no. 7/8. 2016: 24–27. ISSN 0722-3226 （英语）.
- Raj, Anil. . Military Technology. Vol. 47 no. 1. 2023. ISSN 0722-3226 （英语）.
- Richardson, Doug. . Interavia Business & Technology. Vol. 52 no. 611. 1997: 36 （英语）.
- Robinson, Tim. . Military Technology. Vol. 26 no. 7. July 2002: 50–58. ISSN 0722-3226 （英语）.
- Tilenni, Giulia. . Armada International. No. 3. July 2017. ISSN 0252-9793 （英语）.
- White, Andrew. . Military Technology. Vol. 48 no. 2. 2024: 16–18. ISSN 0722-3226 （英语）.
- Withington, Thomas; Sculz, Tomasz. . Military Technology. Vol. 34 no. 8. 2010. ISSN 0722-3226 （英语）.

## 外部連結
- 官方网站
- 建置無源雷達 對提升國軍防空預警能力之研究